# Sperrstelle Linthebene

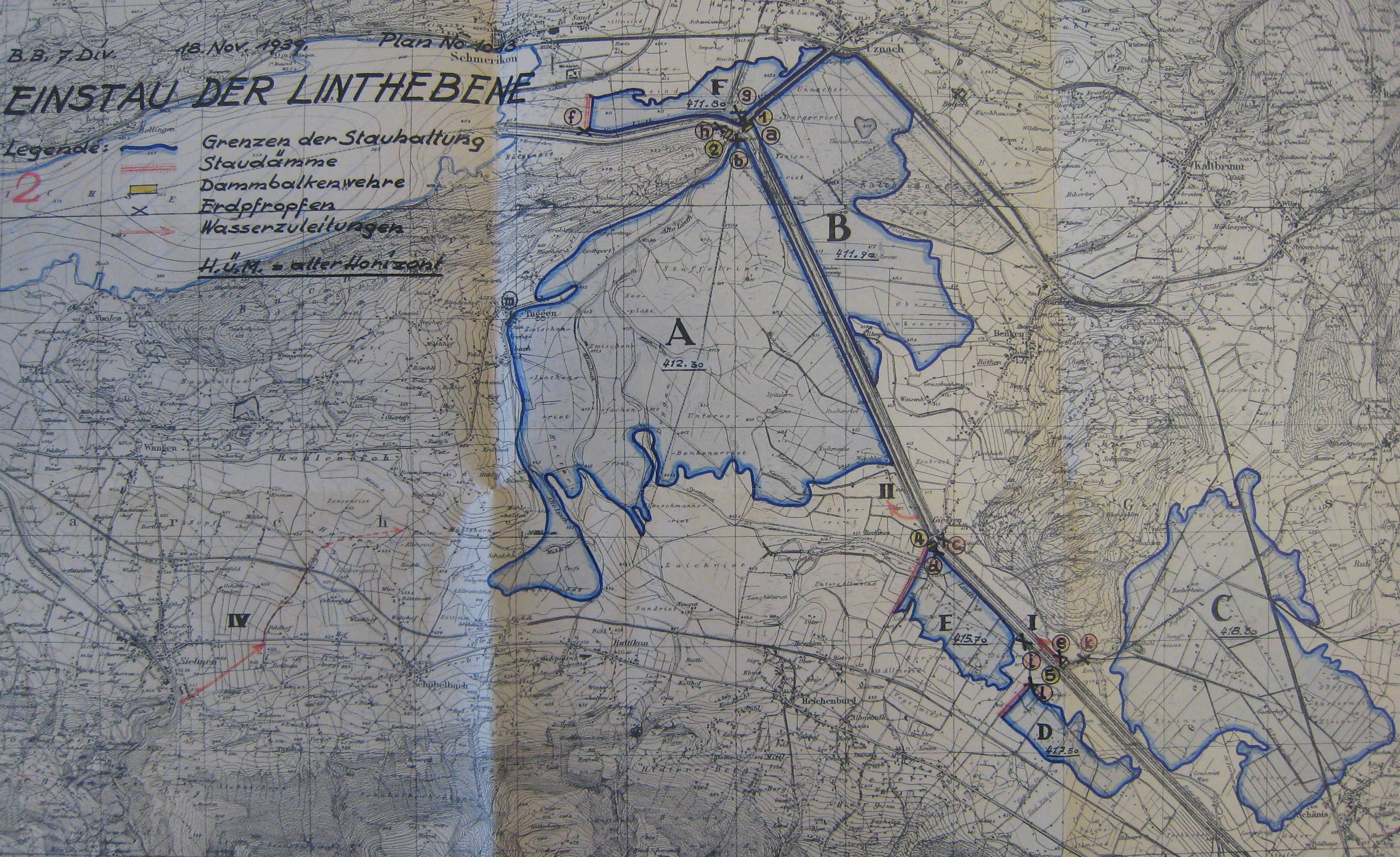
Plan zum Einstau der Linthebene vom 18. November 1939

Die Sperrstelle Linthebene oder die Linthstellung war eine Verteidigungsstellung der Schweizer Armee. Sie befindet sich beim ehemaligen Reduiteingang in der Linthebene in den Kantonen Schwyz, St. Gallen und Glarus. Die Linthstellung der 7. Division wurde vom Oktober 1939 bis Juni 1942 stark befestigt. 1947 wurde sie der Reduitbrigade 24 zugeteilt, und 1978 wechselte sie zur 6. Division des Feldarmeekorps 4.
Die Sperrstellen Grinau  und Reichenburg-Buttikon, Hauptstützpunkte der Abwehrfront in der Linthebene, gelten als militärhistorische Denkmäler von nationaler Bedeutung.

## Geschichte
Die Linthebene war eine bevorzugte Einfallsachse der deutschen Operationsplanungen für mechanisierte Verbände und Luftlandetruppen, weil sie den Zugang in das Becken von Schwyz und Richtung Gotthard ermöglichte sowie den Eingang zum Glarnerland und zu den drei Alpenübergängen Pragel-, Klausen- und Kistenpass bildete. Sie spielte im Verteidigungsdispositiv der Armee als Teil der Limmatstellung und ab Juli 1940 als Nordgrenze/Vorstellung der Front des Reduit eine bedeutende Rolle, die bis zum Äussersten zu halten war.
Bereits vor Kriegsausbruch wurde diese wichtige strategische Bedeutung erkannt und wurden Studien über eine mögliche Flutung erstellt, um Panzervorstösse und taktische Luftlandungen in der Linthebene zu verhindern. Am 30. Oktober 1939 befahl General Guisan den unverzüglichen Bau der Stauanlagen und genehmigte einen Kredit von 200'000 Franken für die Überschwemmungsvorbereitungen. 
Anfang 1940 wurde die Schweizer Armee teilweise neu gegliedert und ein 4. Armeekorps geschaffen. Die dem 4. Armeekorps unterstellte 7. Division bezog unter ihrem Kommandanten Hermann Flückiger im September 1939 mit rund 13'000 Mann (Infanterieregimenter 31, 33, 34, 85) die Linthstellung. Im Mai 1940 befahl der General den Bau von 20 Infanteriewerken samt Infanterie- und Panzerhindernissen längs des Linthkanals, wovon vier Stände mit Panzerkuppeln zur Artilleriebeobachtung.
Die 7. Division verfügte über drei Abwehrfronten/Kampfgruppen: die rechte verlief vom Federispitz über Schänis-Unter Bilten zum Sunnenberg, die mittlere von Unter Bilten bis Reichenburg mit einem Stützpunkt auf dem Benkner Büchel und die linke von Reichenburg entlang der Bahnlinie bis Buttikon, zweigte dort nach Tuggen ab und endete bei der Grynau. Die Artilleriestellungen befanden sich im Raum Niederurnen und Holeneich-Lachen.
Am 25. Juli 1940 informierte General Guisan anlässlich des Rütlirapportes sämtliche höheren Offiziere über den Plan, im Falle eines Angriffs der Achsenmächte die Verteidigung der Schweiz auf die neue Zentralraumstellung des Reduits zu konzentrieren und alle Zufahrten zu den Bergen notfalls zu zerstören.
Die 7. Division verblieb in der Linthstellung, da diese in die neue Zentralraumstellung der Armee einbezogen wurde. Die an der Limmatlinie im Juni 1940 gestoppten Bauarbeiten wurden an der Linthstellung im Juli 1940 wieder aufgenommen.
Im August 1940 erhielt die 7. Division den Befehl, die Zentralraumstellung im Abschnitt Reichenburg-Grynau-Buechberg-Obersee-Etzel mit Hauptstützpunkten im Linthgebiet und am Etzel zu halten und einen gegnerischen Stoss ins Wägi-, Sihl- und Alpthal zu verhindern. Hierzu wurden die Hauptkampfgruppen Linth, Lachen, Etzel und das Kampfdetachement Wägital gebildet. Für sie wurden die Felswerke Grynau und Benkner Büchel, die Artilleriewerke in Oberurnen und eingangs Wägital, die Verbreiterung und Vertiefung der Kanäle beidseits der Linth (Zürichsee bis Grynau) als zusätzliche Tankhindernisse sowie Sprengobjekte bei den Linthbrücken, bei Seedamm, Teufelsbrücke und Wägital erstellt.
Mit dem neuen Operationsbefehl des 4. Armeekorps vom Januar 1941 wurde das Dispositiv der 7. Division vom linearen Verteidigungskampf zum tiefgestaffelten Verzögerungskampf (ab Linthebene) angepasst, indem die Front umgruppiert und auf die Höhenzüge Rinderweidhorn-Stöcklikreuz-Etzel zurückverlegt wurde. Es wurden die neuen Kampfgruppen «Bataillon Linth» (Sperrstellung hinter der Linth, Linthstauanlagen), «Pfiffegg» (Zugang Wägital), «Oberegg» (Zugang Sihlseeraum), «Etzel» (Etzelübergang) gebildet sowie das Infanterieregiment 34 als Divisionsreserve bestimmt. Die Artillerie (Feldartillerieabteilungen 19 und 21) befand sich im Sihlseeraum. 
Da die deutschen Angriffspläne eine rasche Besetzung der Reduiteingänge durch Luftlandetruppen vorsahen, liess der General diese dauernd durch starke Verbände sichern, die durch «stille» Mobilmachung mittels Marschbefehlskarten aufgeboten wurden.
Die Befestigungsanlagen wurden in den Nachkriegsjahren weiterbetrieben und mit neueren Waffentypen ausgerüstet.

## Sperrstelle Grynau
Die Sperrstelle Grynau-Tuggen (Armeebezeichnung Nr. 2424) war im Zweiten Weltkrieg ein Schlüsselgelände im Stützpunkt Buechberg der Linthstellung der 7. Division. Diese hatte neben der Linthstauanlage die beiden Brückenköpfe und Infanteriefestungen Grynau und Möslifluh beim Benkner Büchel sowie zahlreiche Tanksperren und Bunker entlang der Linth zu besetzen.
Der Stützpunkt Buechberg (Füs Bat 74) und die Sperre Tuggen (Füs Bat 73) wurden vom Oktober 1939 bis Juni 1940 stark befestigt und bildeten den linken Pfeiler der Linthstellung der 7. Division. Die Festung Grynau war nach ihrer Fertigstellung im Verbund mit der vorgesehenen Überflutung der Linthebene ein starkes Hindernis.

### Infanteriefestung Grynau
Mit dem Bau der Infanteriefestung Grynau A 6913 wurde im März 1940 begonnen. Im Spätsommer 1942 wurde sie vom Ter Bat 146 beziehungsweise der Ter Bat Füs Kp II/146 übernommen. Das Werk bildete den linken Pfeiler der vorgeschobenen Stellung am Nordrand des Reduit-Dispositivs der 7. Division. Für seinen Einsatz für die Reduitbrigade 24 wurde das Ter Bat 146 zum Füs Bat 146. Dieses stellte, bis zum Wechsel des Gebietes Linthebene zum Feldarmeekorps 4 im Jahre 1978, weiterhin die Werksbesatzung. Die Festung besteht aus sechs Maschinengewehrbunkern, einem Bunker für eine 4,7 cm Infanteriekanone und einem Artilleriebeobachtungsturm, die alle unterirdisch mit Gängen verbunden sind. Die Bunker befinden sich in der Nähe des Schlosses Grynau entlang des Wanderweges, der vom Schloss über den Buechberg nach Nuolen und Lachen führt. Die weissen Hinweistafeln des Bunkerwanderweg weisen den Weg zu den Bunkern.
Ende der 1960er Jahre wurde die Festung mit einer 9-cm-Panzerabwehrkanone 50 sowie sechs Maschinengewehren 51 modernisiert. Sie wurde in den 1980er Jahren desarmiert.
- Infanteriebunker Mühlehalden (abgebaut) A 6884
- Artilleriebeobachter Tuggenegg A 6885
- Artilleriebeobachter Tuggenegg A 6886
- Artilleriebeobachter Tuggenegg A 6887
- Artilleriebeobachter Tuggenegg A 6888
- Artilleriebeobachter Tuggenegg A 6889
- Infanteriebunker Tuggen-Dorf A 6890
- Infanteriebunker Linthport 31/24 A 6891 ⊙
- Infanteriebunker Linthport 31/23 A 6892 ⊙
- Infanteriebunker Linthport 31/22 A 6893 ⊙
- Infanteriebunker Linthport 31/21 A 6894 ⊙
- Infanteriebunker Linthport 31/20 A 6895 ⊙
- Infanteriebunker Chipf 1 A 6896
- Infanteriebunker Chipf 2 A 6897
- Infanteriebunker Kirche A 6898
- Infanteriebunker Linth 25 A 6911 ⊙
- Infanteriebunker Linth 26 A 6912 ⊙
- Infanteriewerk Grynau A 6913 ⊙
- Infanteriewerk Grynau A 6913 Dynamit 01 Mg ⊙
- Infanteriewerk Grynau A 6913 Panzerturm Beob ⊙
- Infanteriewerk Grynau A 6913 Cheddit 16 Mg ⊙
- Infanteriewerk Grynau A 6913 Altorfit 17 Mg ⊙
- Infanteriewerk Grynau A 6913 Gamsit 19 Ik ⊙
- Infanteriewerk Grynau A 6913 Ekrasit 20 Mg ⊙

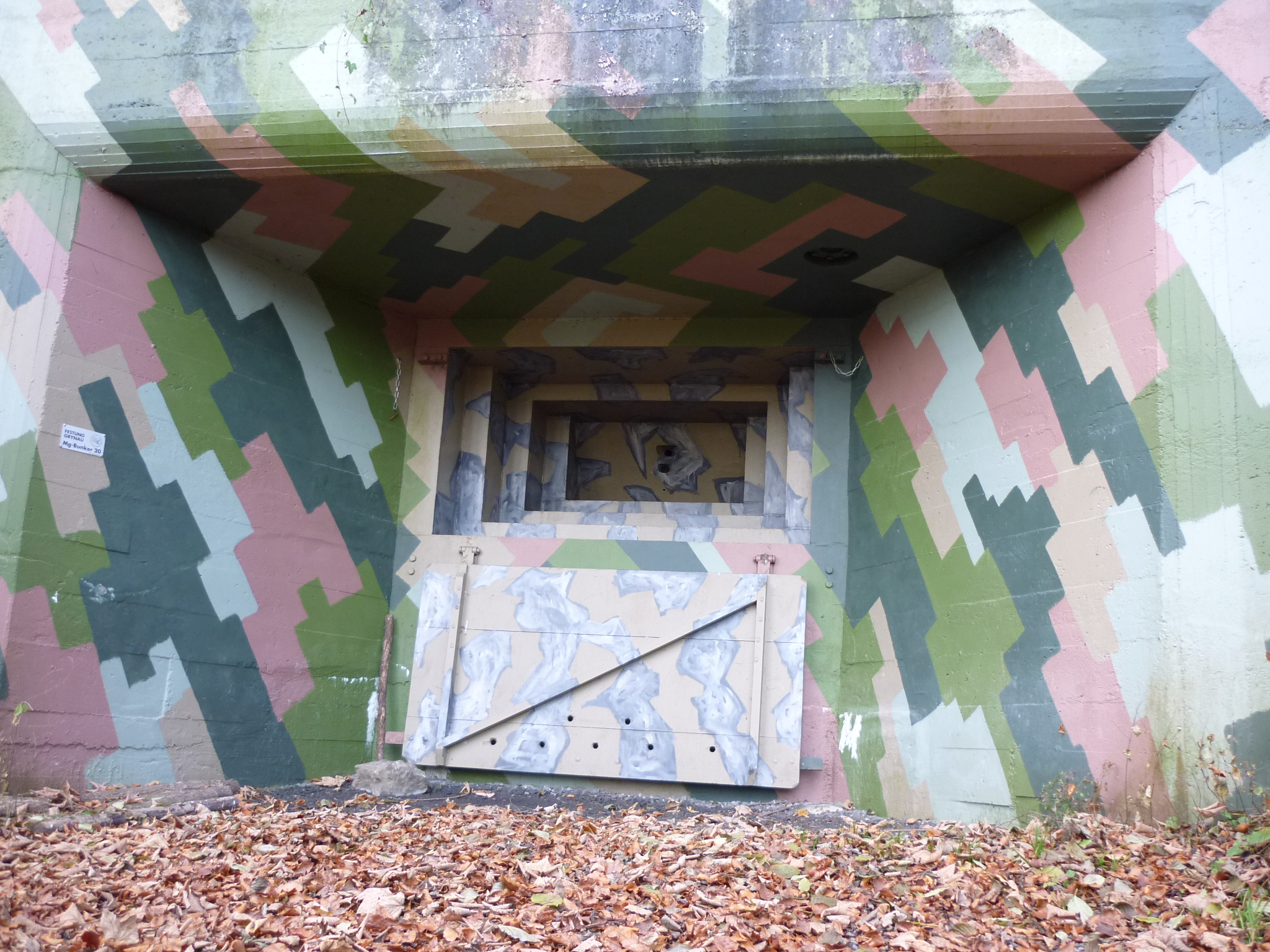
Infanteriewerk Grynau A 6913: Mg 20
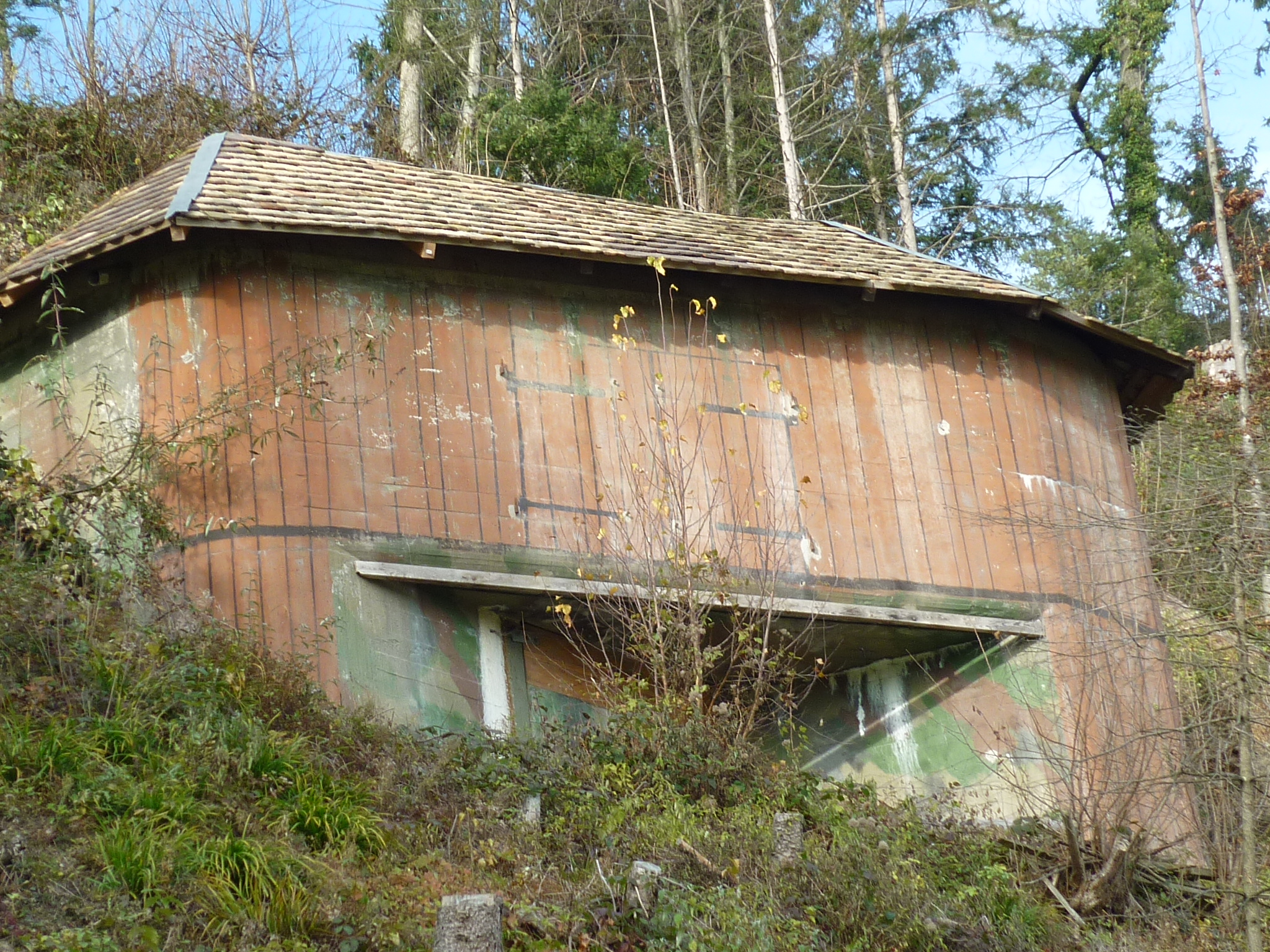
Infanteriewerk Grynau A 6913: Mg 17
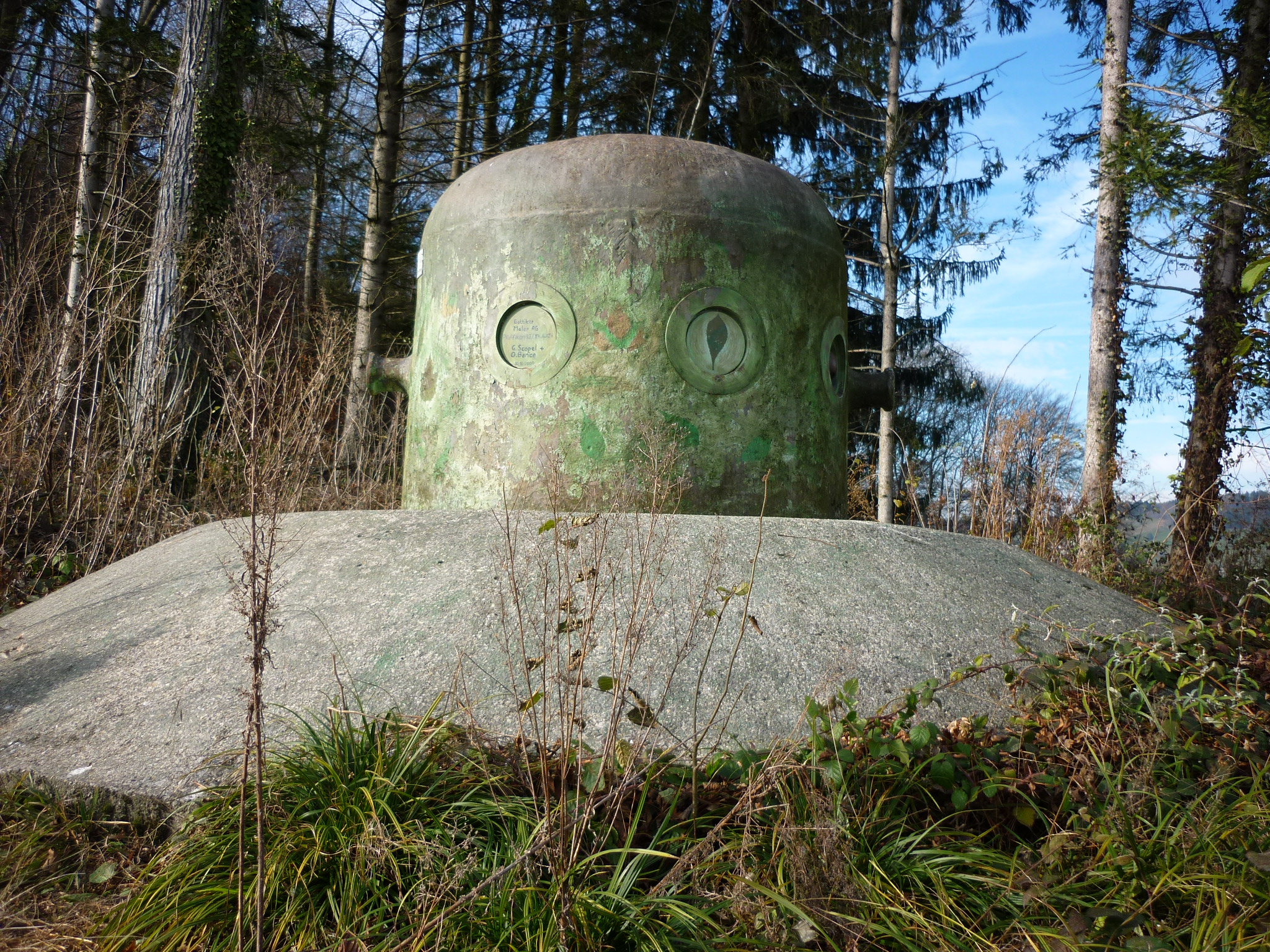
Infanteriewerk Grynau A 6913: Beobachter
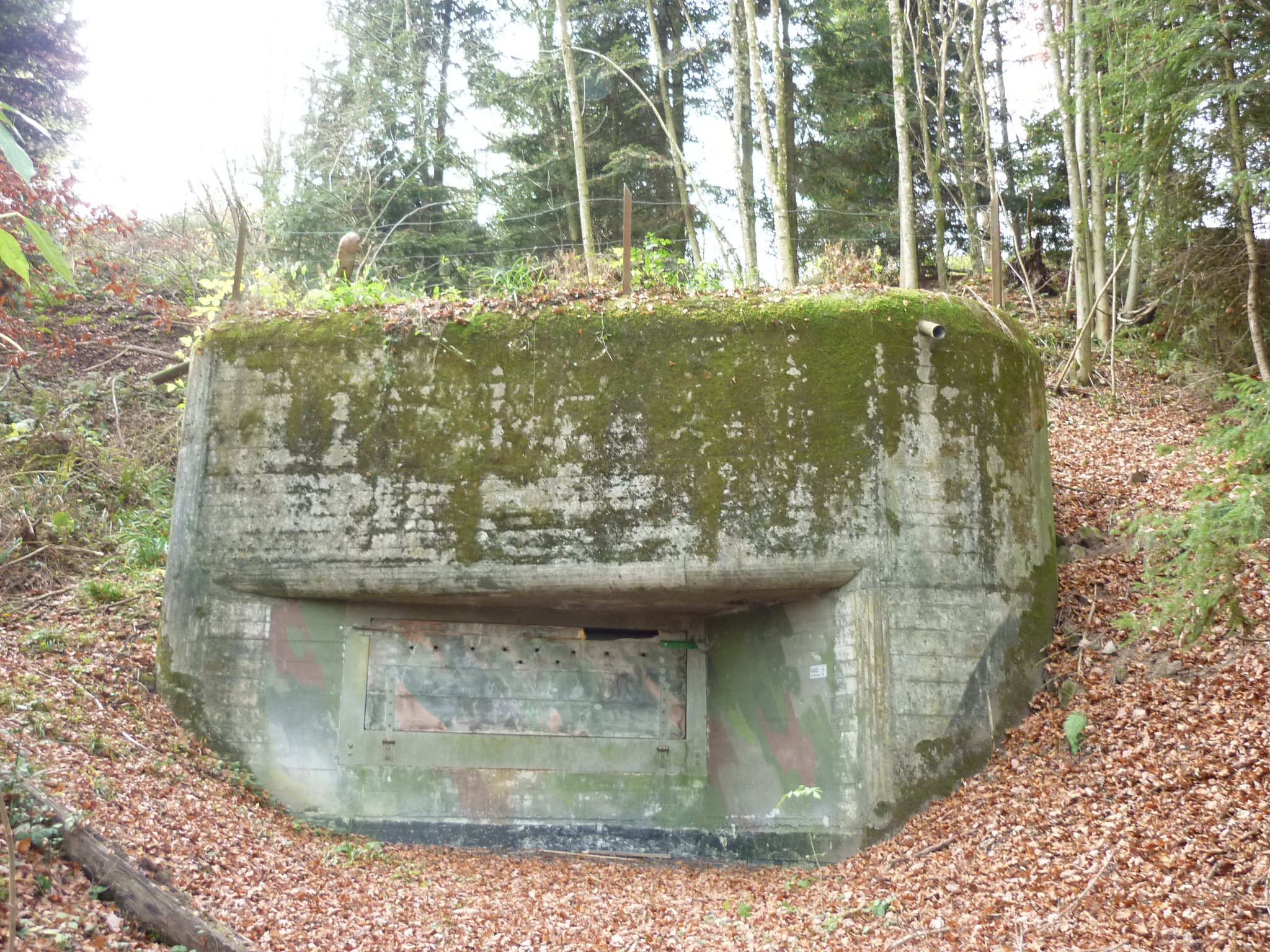
Infanteriewerk Grynau A 6913: Infanteriekanone 19

- Infanteriebunker Linthkanal 27 A 6914 ⊙
- Infanteriebunker Linthkanal 28 A 6915 ⊙
- Infanteriebunker Linthkanal 29 A 6916 ⊙

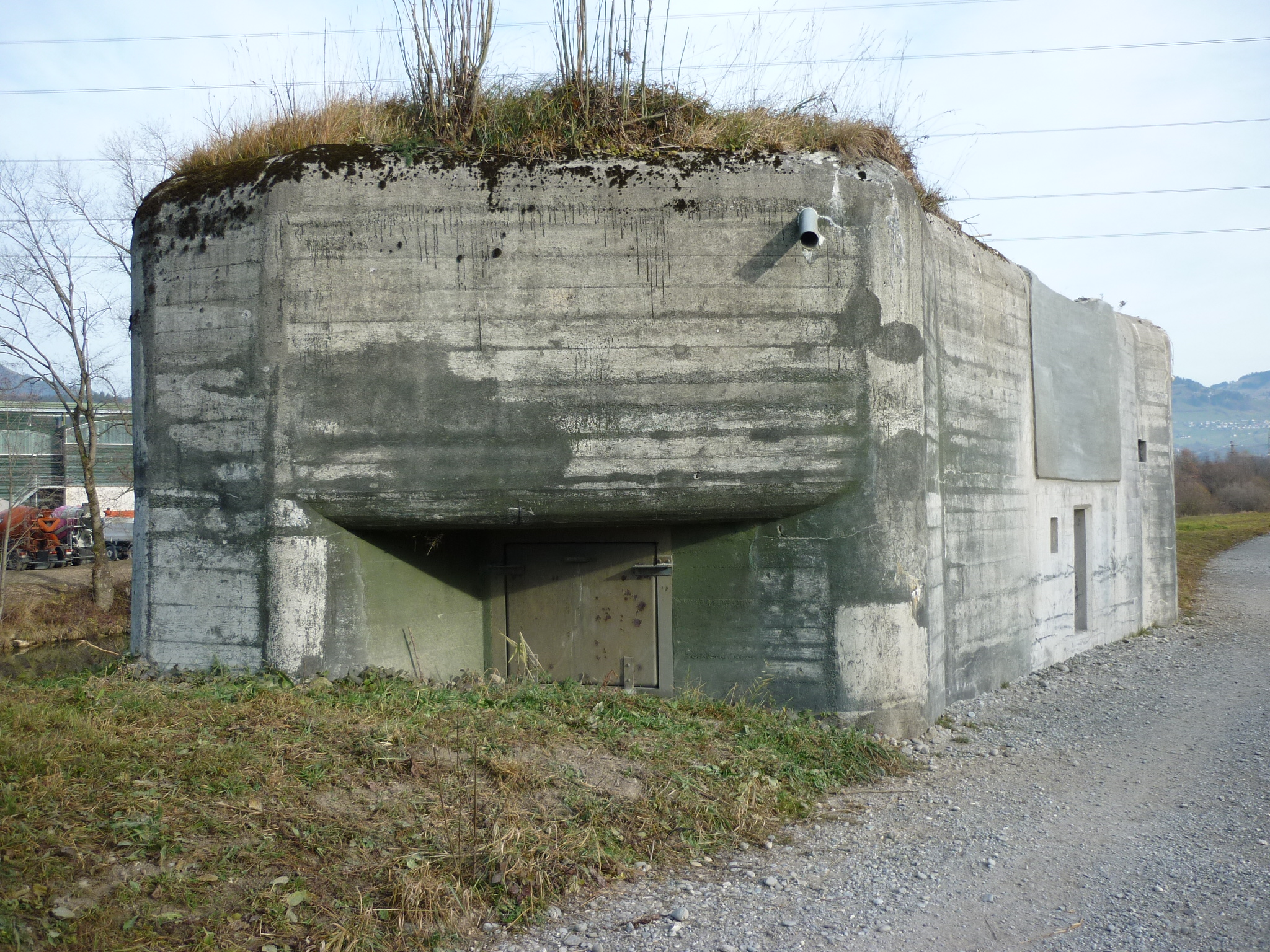
Infanteriebunker Linthkanal 27 A 6914
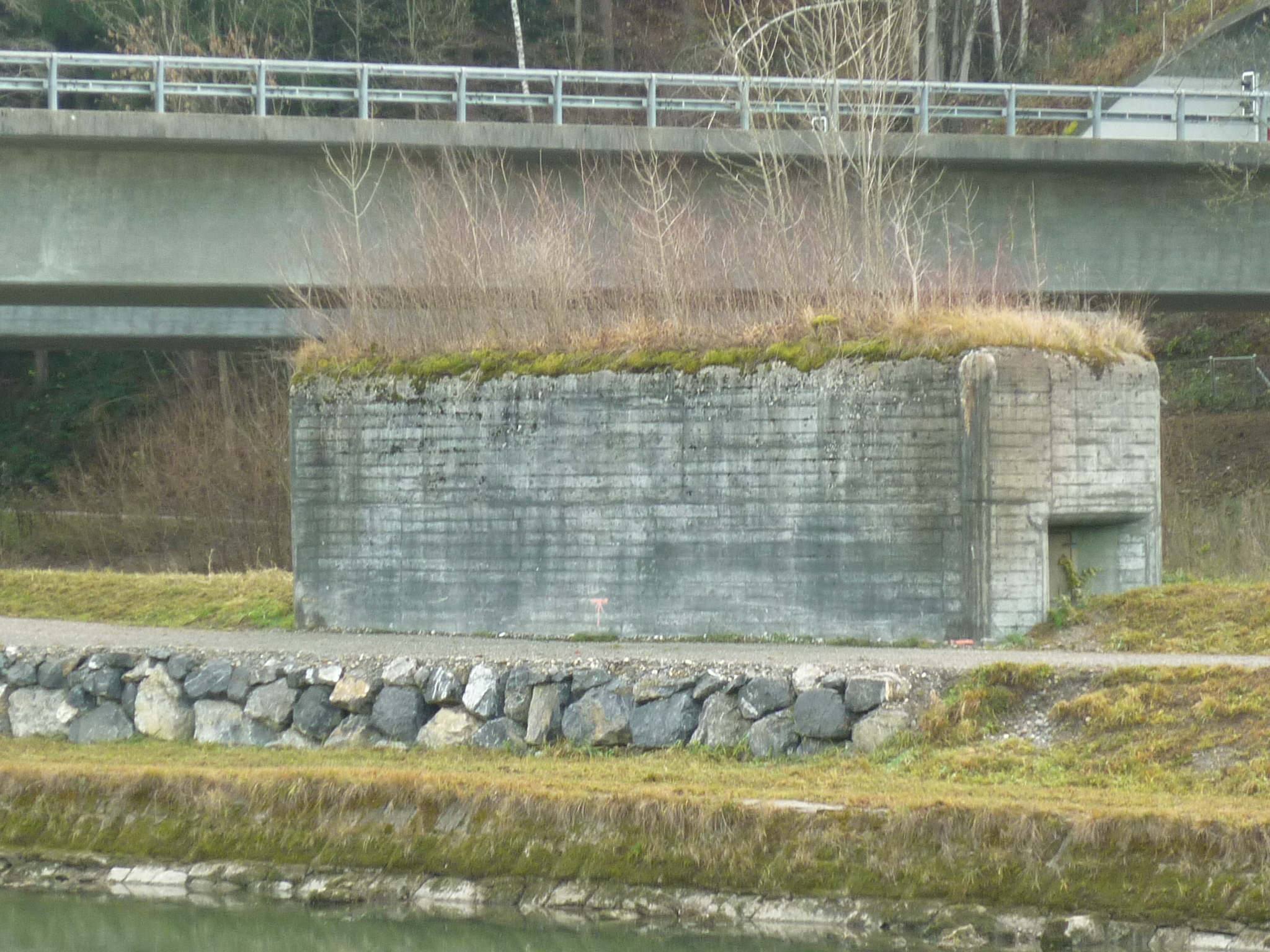
Infanteriebunker Linthkanal 28 A 6915
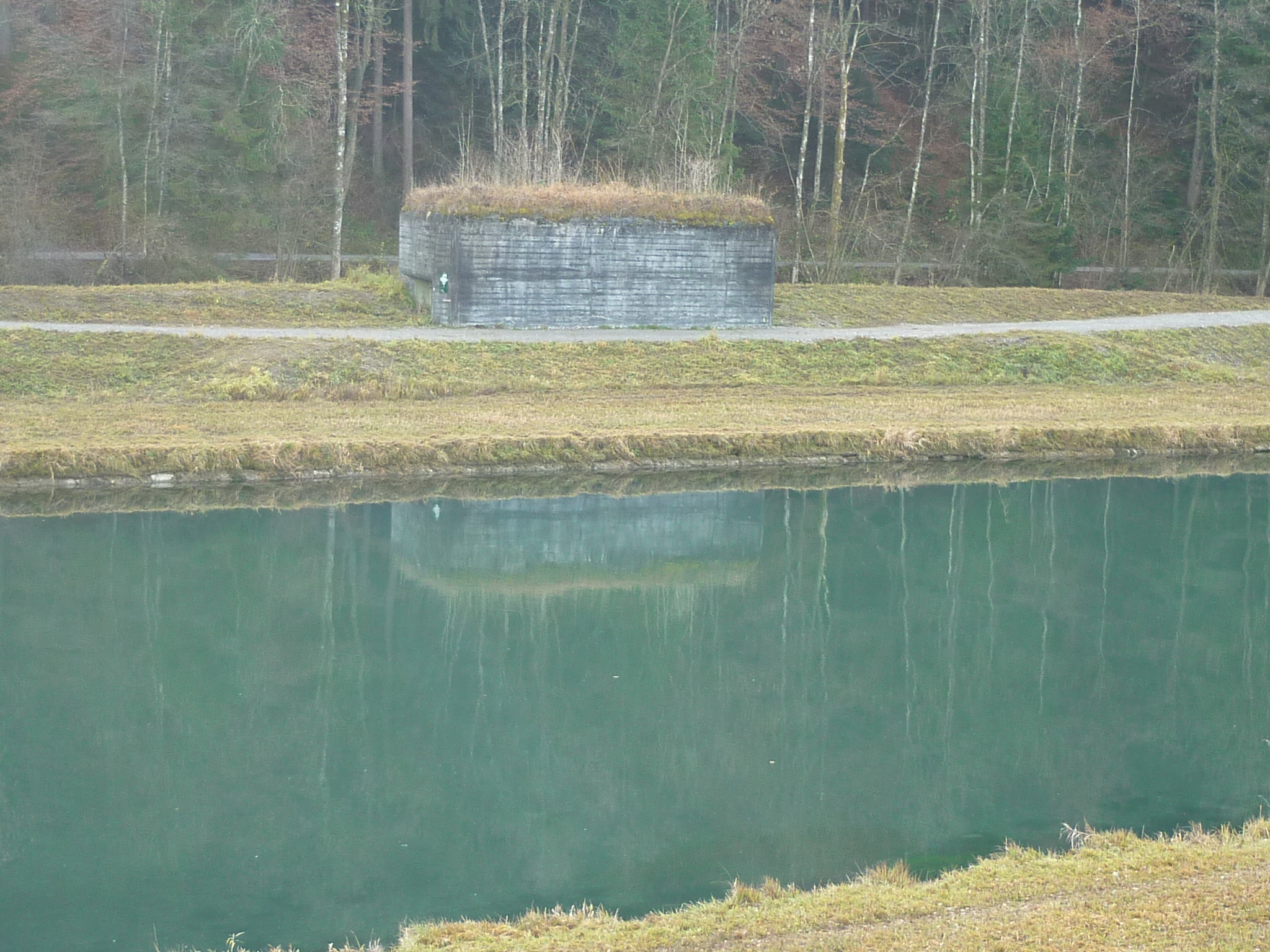
Infanteriebunker Linthkanal 29 A 6916
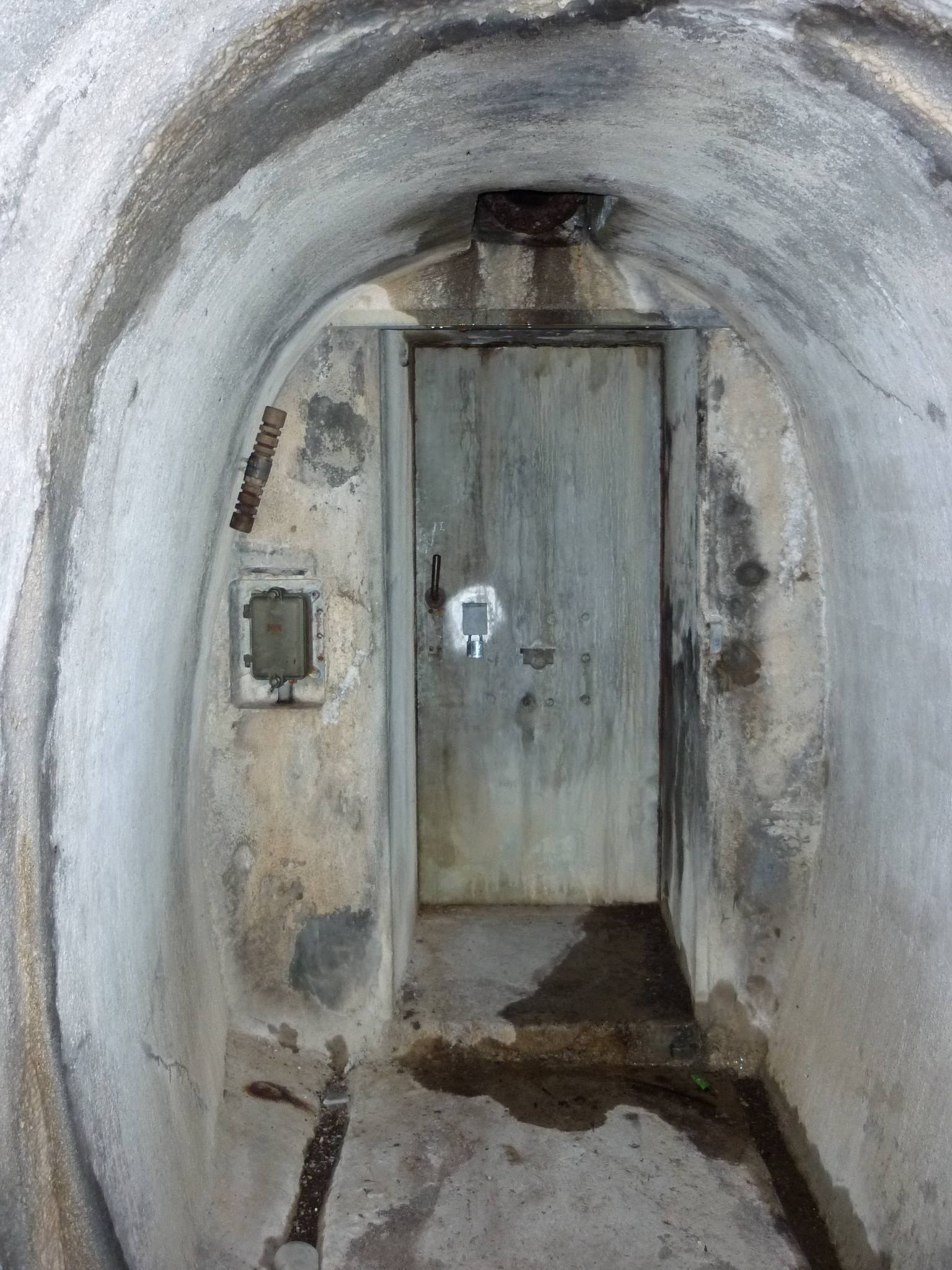
Grynau, Unterstand «Zug Ghetta» A 6925

- Unterstand Buchberg A 6923 ⊙
- Infanteriebunker A 6924 ⊙
- Unterstand «Zug Ghetta» A 6925 ⊙
- Unterstand «Tonhalle» A 6926 ⊙
- Infanteriebunker Buchberg 2 A 6930 ⊙
- Infanteriebunker Buchberg 3 A 6931 ⊙
- Artilleriebeobachter «Hundsruggen» Buchberg ⊙
- Infanteriebunker Buchberg 4 A 6932 ⊙
- Infanteriebunker Buchberg 5 A 6933 ⊙
- Infanteriebunker Buchberg 6 A 6934 ⊙
- Infanteriebunker Buchberg 7 A 6935 ⊙
- Infanteriebunker Buchberg 8 A 6936 ⊙
- Unterstand Buchberg (Sanität) A 6937 ⊙
- Infanteriebunker Buchberg 9 A 6938  ⊙
- Infanteriebunker Buchberg 10 A 6939 ⊙
- Infanteriebunker Buchberg 11 A 6940 ⊙
- Infanteriebunker Buchberg 12 A 6941 ⊙
- Infanteriebunker Buchberg 13 A 6942 ⊙
- Infanteriebunker Buchberg 14 A 6943 ⊙
- Infanteriebunker Buchberg 15 A 6944 ⊙
- Sprengobjekt Linthbrücke Grynau M 2871
- Sprengobjekt Nebenstrasse Grynau-Bätzimatt M 2872
- Barrikade Schlösslitürli T 3530
- GPH Linthport-Tuggen T 3531
- Barrikade Kepellhof T 3531.01
- Barrikade Pilgerweg T 3531.02
- Unterstand F 14005 ⊙[4]

## Sperrstelle Mösli-Benken SZ/SG
Bei der Sperrstelle Mösli-Benken bildete das Infanteriewerk Möslifluh A 6903 auf dem Benkner Büchel den zentralen Eckpfeiler. Es sollte mit seinen zwei 4,7-cm-Infanteriekanonen und dem Maschinengewehr die Überquerung der Giessenbrücke, den Durchbruch Richtung Schänis sowie den Zugang zu den Überflutungsobjekten der Linthebene verhindern. Die Infanteriekanonen wirkten auf die Giessenbrücke und die Geländepanzerhindernis Möslifluh-Benken.
Das 1941–42 gebaute Werk verfügte über eine Infrastruktur mit Unterkunft, Telefonzentrale, Küche und Wasserreservoir. Zur Nahverteidigung waren zwei Bunker mit Leicht Maschinengewehren (Lmg) erstellt worden, einer davon war ins Werk integriert.
Im Zweiten Weltkrieg war es von der Territorialfüsilierkompanie I/146 besetzt und bis Ende 1976 vom Füsilierbataillon 146. Nach der Abtretung des Werks an die Felddivision 6 des Feldarmeekorps 4 wurden zahlreiche Werke desarmiert.
- Infanteriebunker Reckwies Ost A 6878 ⊙
- Infanteriebunker Reckwies West A 6879 ⊙
- Infanteriebunker Spettlinth oben A 6880
- Infanteriebunker Spettlinth unten A 6881
- Infanteriebunker Nüguet Ost A 6882 ⊙
- Infanteriebunker Neugut West A 6883
- Infanteriebunker Henkelgiessen A 6900
- Infanteriebunker Grindbühl A 6901
- Infanteriebunker Signal A 6902
- Infanteriewerk Möslifluh (inklusive zweier Lmg-Bunker) A 6903 ⊙
- IW Möslifluh A 6903: Pak-Scharte  ⊙
- Infanteriewerk Möslifluh A 6903: integrierter Lmg-Aussenbunker 1 ⊙
- Infanteriewerk Möslifluh A 6903: Lmg-Aussenbunker 2 ⊙
- Infanteriebunker Mösli A 6904 ⊙
- Kleinunterstand F 14001 ⊙
- Geländepanzerhindernis Möslifluh-Benken ⊙[5]

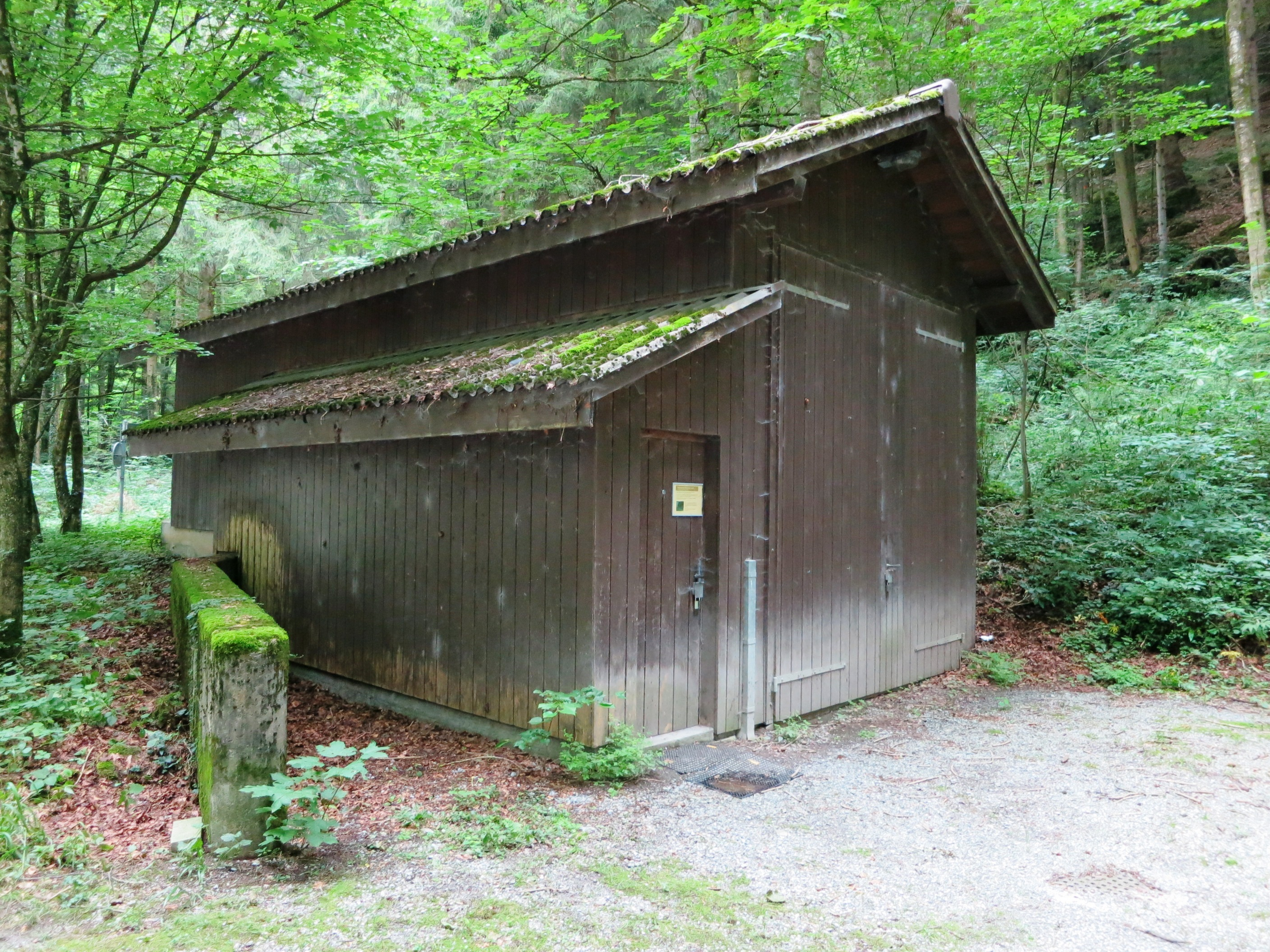
Infanteriewerk Mösliflue Benkner Büchel A 6903
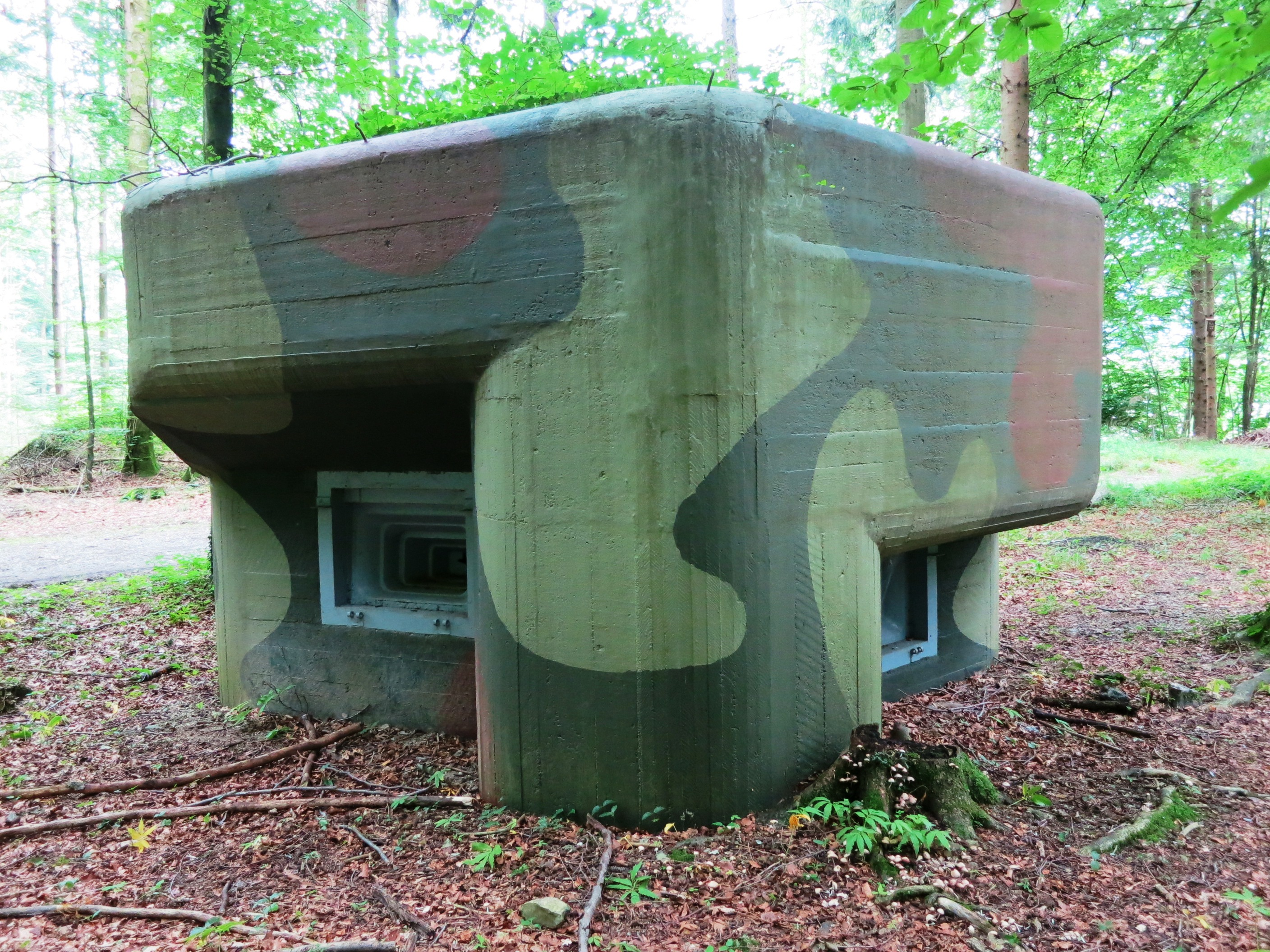
IW Möslifluh A 6903 Aussenbunker 1
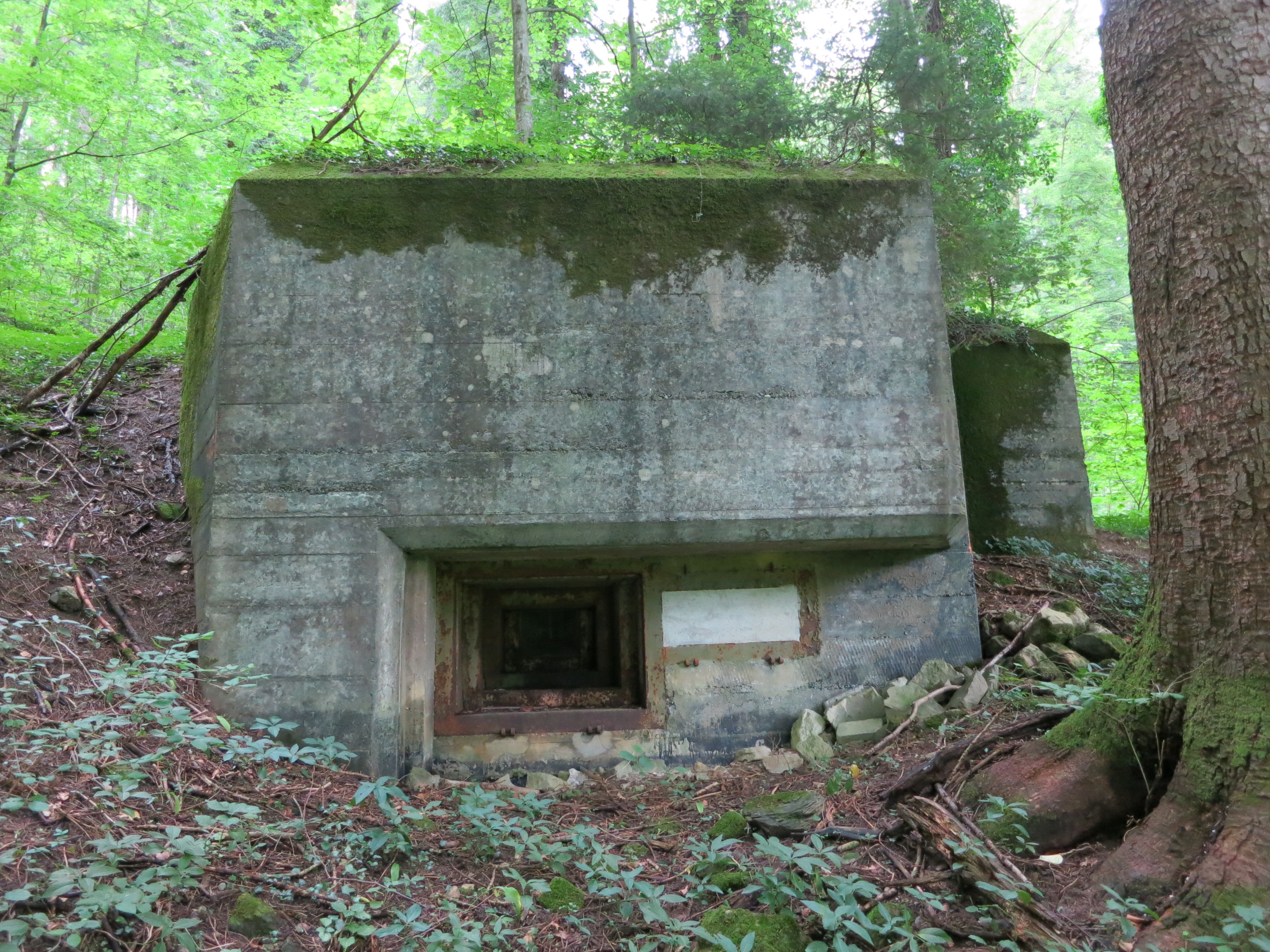
Infanteriebunker Mösli A 6904
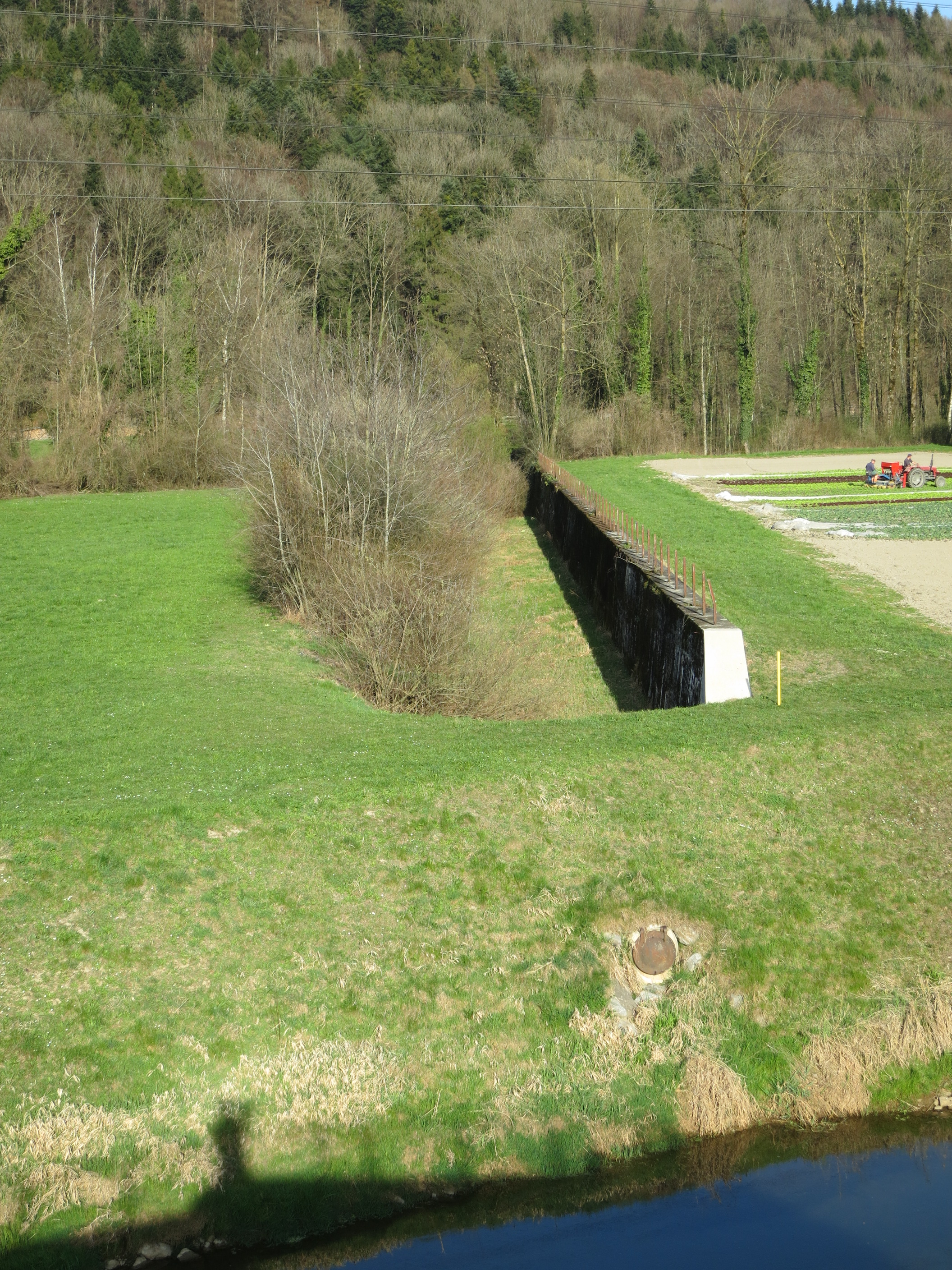
Geländepanzerhindernis Möslifluh-Benken

- Infanteriebunker Linthkanal 18 A 6905 ⊙
- Infanteriebunker Linthdamm A 6906 ⊙
- Infanteriebunker Linthkanal 19 A 6907 ⊙
- Infanteriebunker Linthkanal 20 A 6908 ⊙
- Infanteriebunker Linthkanal 21 A 6909 ⊙
- Infanteriebunker Linthkanal 23 A 6910 ⊙

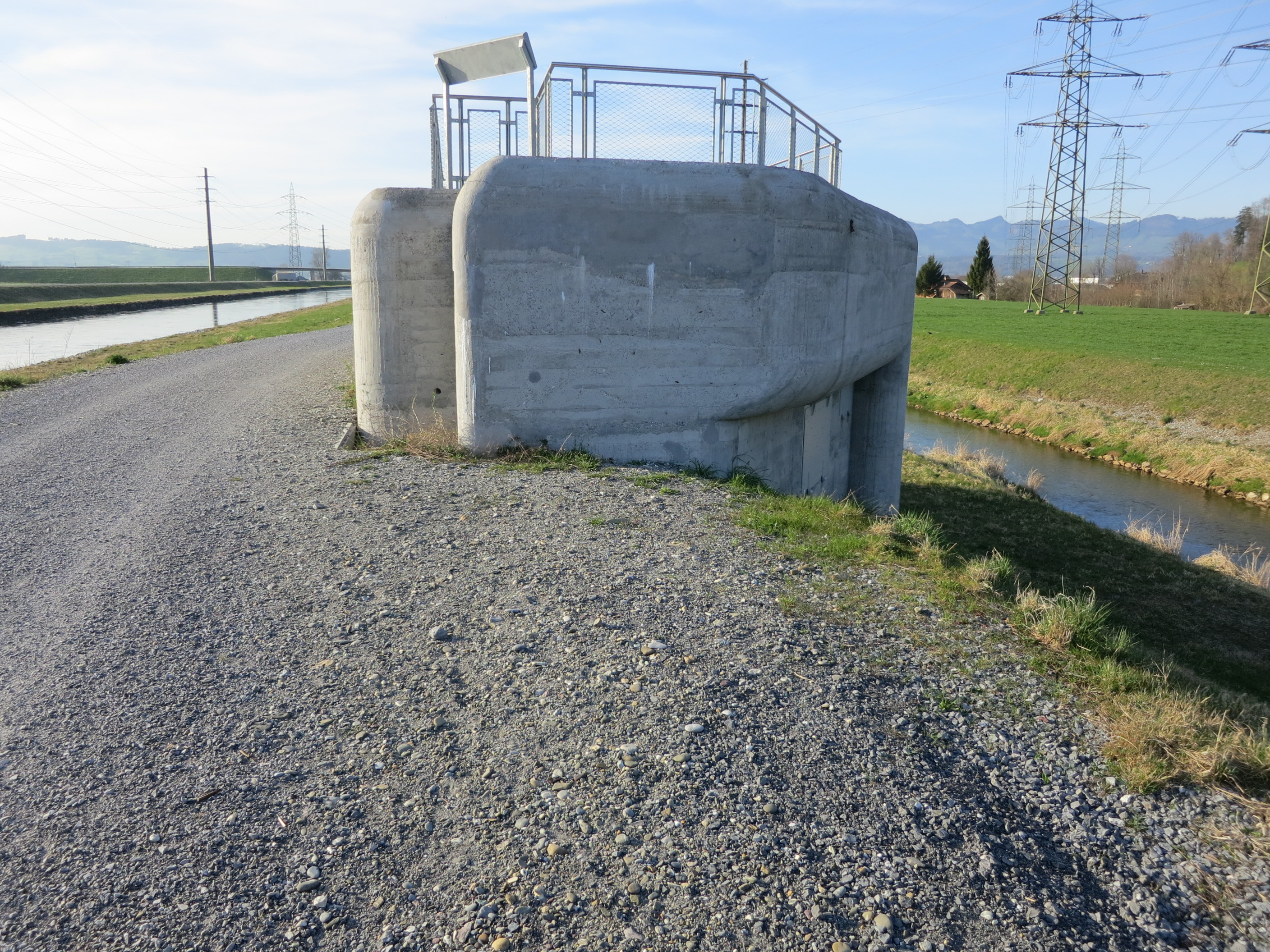
Infanteriebunker Linthkanal 18 A 6906
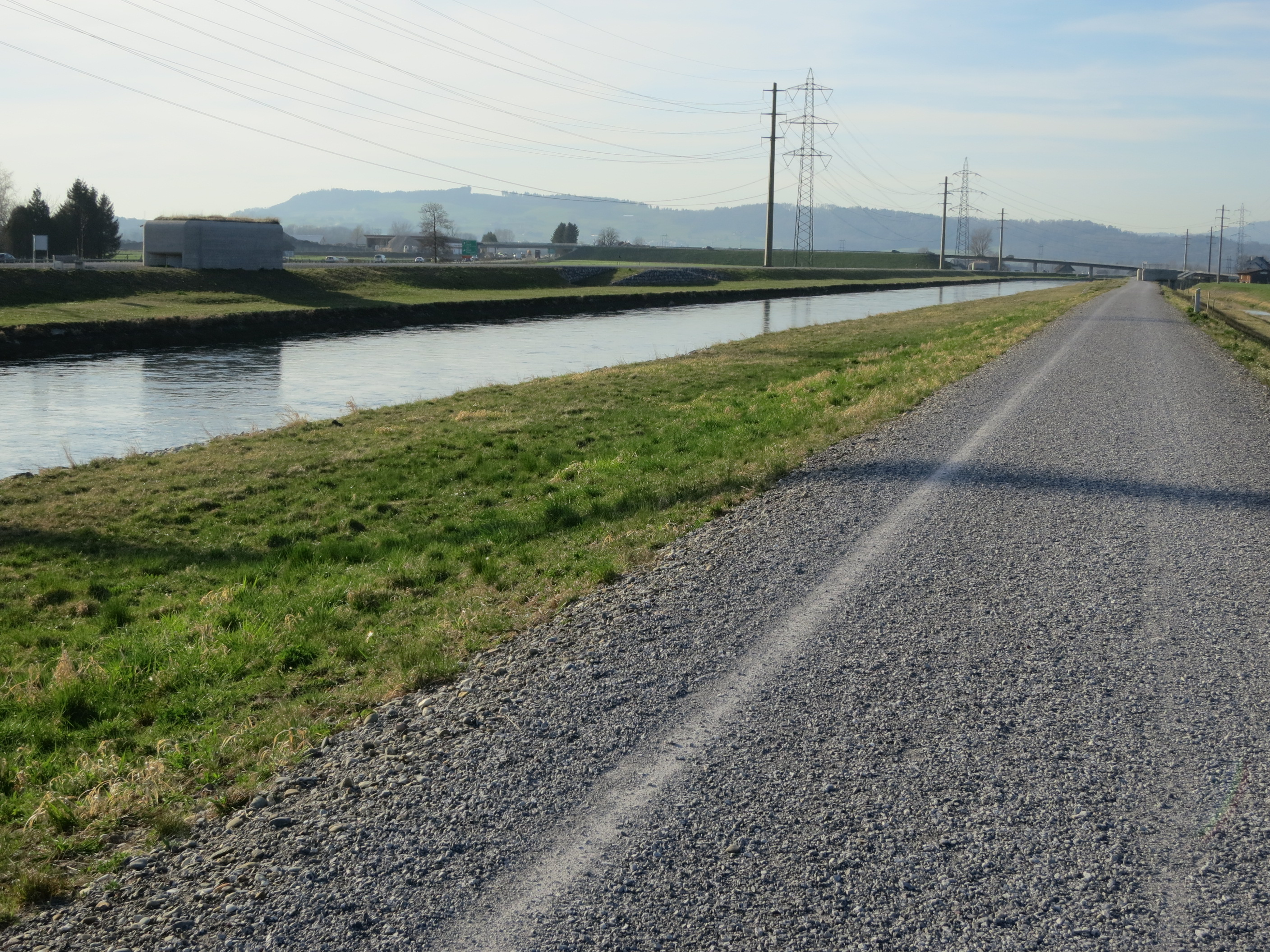
Infanteriebunker Linthkanal A 6905, 6906, 6907

## Sperrstelle Reichenburg-Buttikon SZ
Die Sperrstelle Reichenburg-Buttikon (Armeebezeichnung Nr. 7660) gehörte bis 1977 zur Sperre Reichenburg-Giessen (Armeebezeichnung Nr. 2425) der Reduitbrigade 24. Durch die Umteilung der Linthebene zum Feldarmeekorps 4 kam sie zur Felddivision 6. Zur Sperrstelle gehörten neben den Geländepanzerhindernis Reichenburg-Buttikon-Tuggen zwei Infanteriewerke, die mit den beiden Flankierbunkern sowie weiteren drei Mg-Bunkern eine Rundumverteidigung des Stützpunktes Reichenburg ermöglichten. Zwischen Reichenburg und Buttikon wurde südlich der Bahnlinie und auf der Westseite des Rütibaches je eine Höckersperre errichtet.
Das kombinierte Infanterie- und Beobachterwerk Fels A 6871 mit Bataillonskommandoposten wurde ab 1940 gebaut. Es wurde als südlicher Abschluss der Geländesperre Giessen-Reichenburg erstellt, hatte zwei Mg-Stände und einen Artilleriebeobachterstand. Es verfügte über eine Infrastruktur mit einer Kaverne (KP-Räume), Unterkünften, Küche, Lüftungsraum, Motorenraum sowie Funker- und Munitionsnischen. Es war auch nach dem Aktivdienst Kommandoposten des Territorialbataillons 146, welches in die Reduitbrigade 24 eingegliedert wurde. 1977 wurde das Werk ausgemustert.
Das Infanteriewerk Burg A 6874 wurde wegen seines Standorts unter der katholischen Kirche auch als Werk K.K. Reichenburg bezeichnet. Seine Infrastruktur umfasste drei Mg-Stände, eine Kaverne für Kommandoposten und Unterkunft für sieben Offiziere und 80 Mann, Küche und Vorratsraum. Es wurde von zwei Mg-Leichtständen flankiert (Bunker Grubenhof und Glanzgarten) und hatte die überflutete Linthebene zwischen dem Benkner Büchel und Reichenburg zu sperren. Das 1943 vollendete Werk wurde vom Ter Bat 146 besetzt, das in die Réduit-Brigade 24 integriert und zum Füs Bat 146 umgetauft wurde. In den 1960er Jahren wurde die Burg modernisiert und die Mg 11 durch Mg 51 ersetzt. Das Werk wurde Ende der 1970er Jahre ausgemustert.
- Artilleriebeobachtungsbunker Tafleten A 6868 ⊙
- Artilleriebeobachtungsbunker Bethell
- Artilleriebeobachtungsbunker Austock A 6870: Lichtmessposten
- Infanteriewerk Fels Nord A 6871 ⊙
- Infanteriewerk Fels Beobachter A 6871 ⊙
- Infanteriewerk Fels Süd A 6871 ⊙
- Infanteriewerk Fels Eingang A 6871 ⊙
- Infanteriebunker Grubenhof A 6872: IW Burg flankierend ⊙
- Infanteriebunker Glanzgarten A 6873: IW Burg flankierend
- Infanteriewerk Burg A 6874 Eingang (unter der Kirche) ⊙
- Infanteriewerk Burg A 6874 Mg 1 ⊙
- Infanteriewerk Burg A 6874 Mg 2 ⊙
- Infanteriewerk Burg A 6874 Mg 3 ⊙
- Infanteriewerk Burg A 6874 Mg 4 ⊙
- Infanteriewerk Burg A 6874 Notausgang ⊙
- Infanteriebunker Chalet A 6875
- Infanteriebunker Garage A 6876
- Infanteriebunker Bahnhof A 6877: mobile Bewaffnung
- GPH Reichenburg-Tuggen ⊙⊙

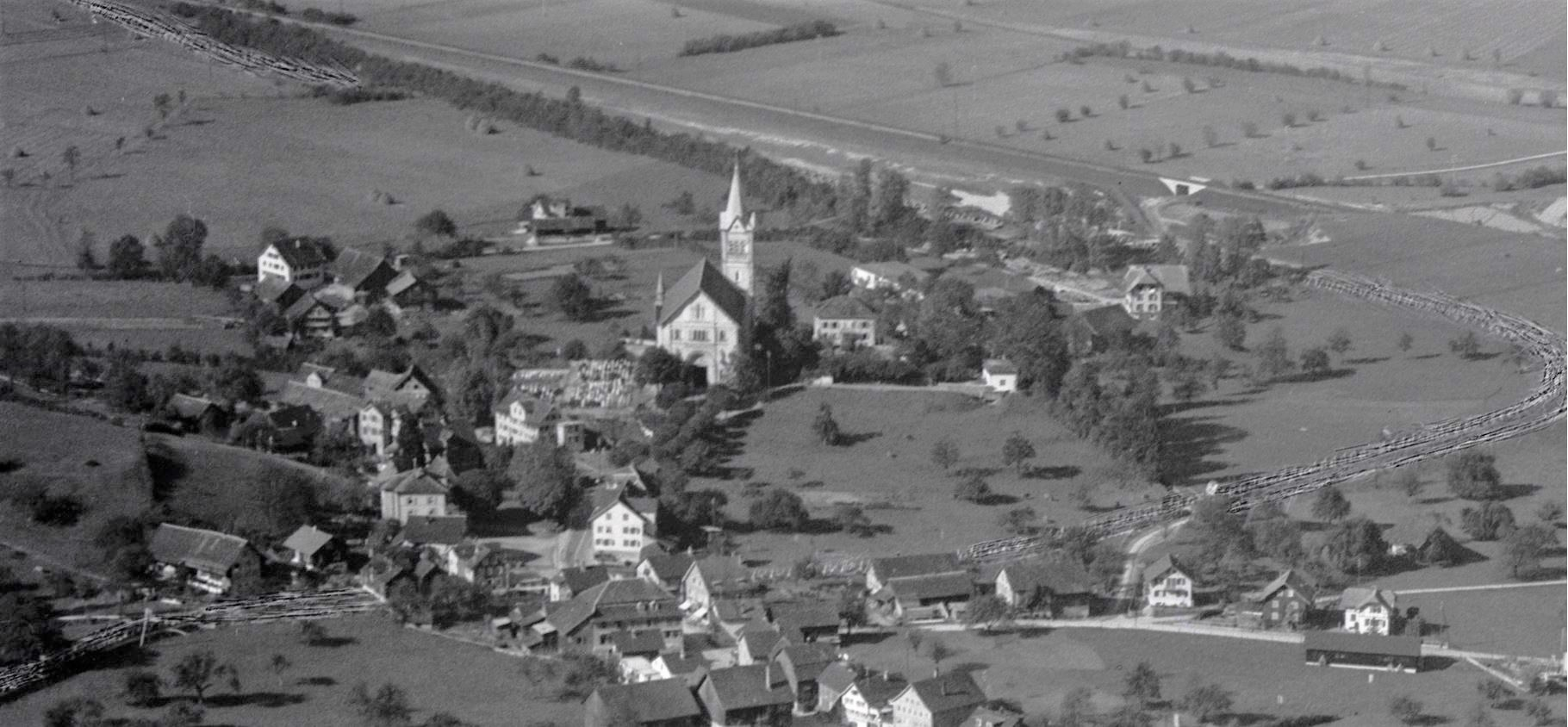
Reichenburg 1948: retouschierte Panzersperren, Bunker rechts von der Kirche
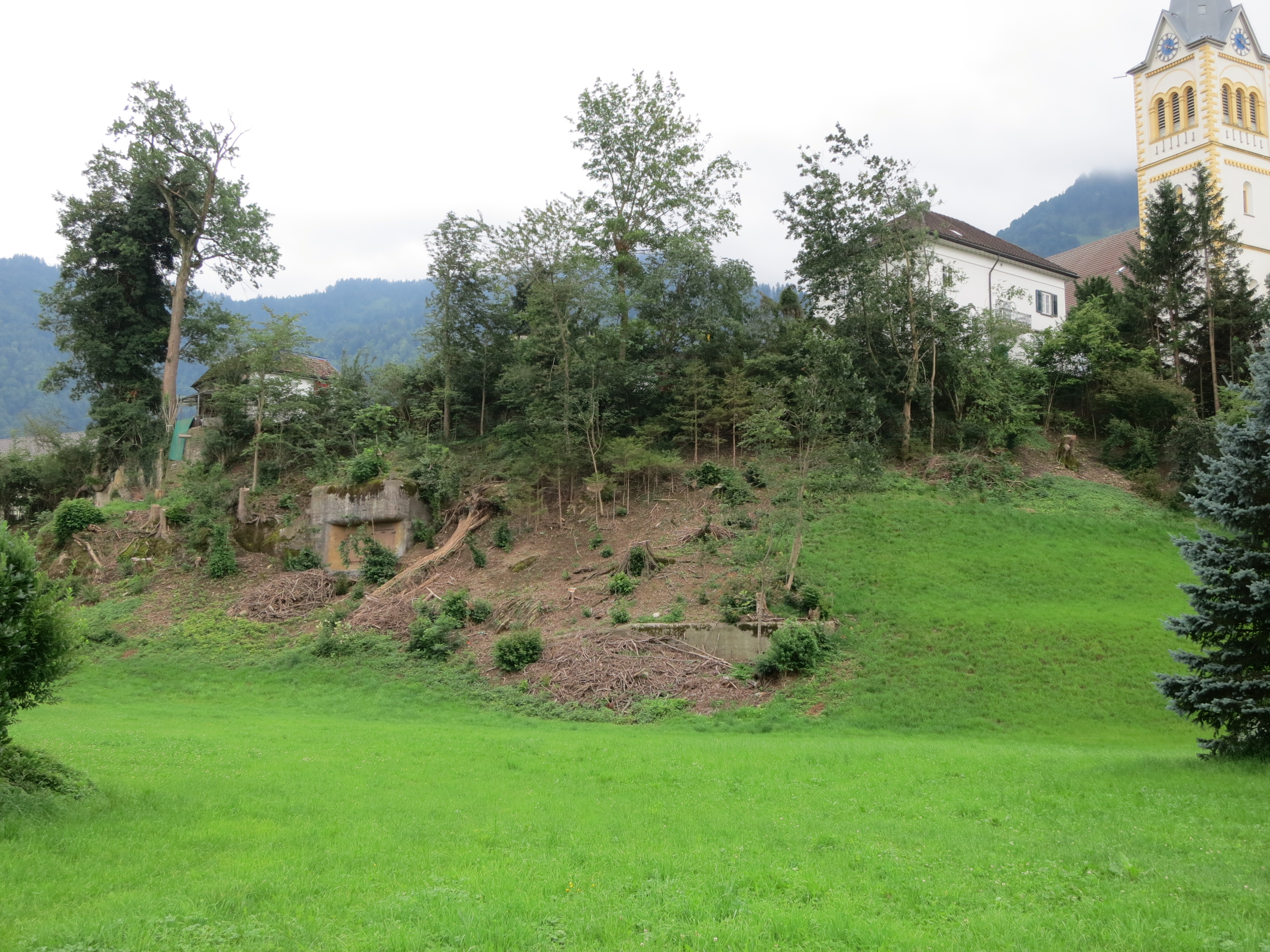
Infanteriewerk Burg A 6874
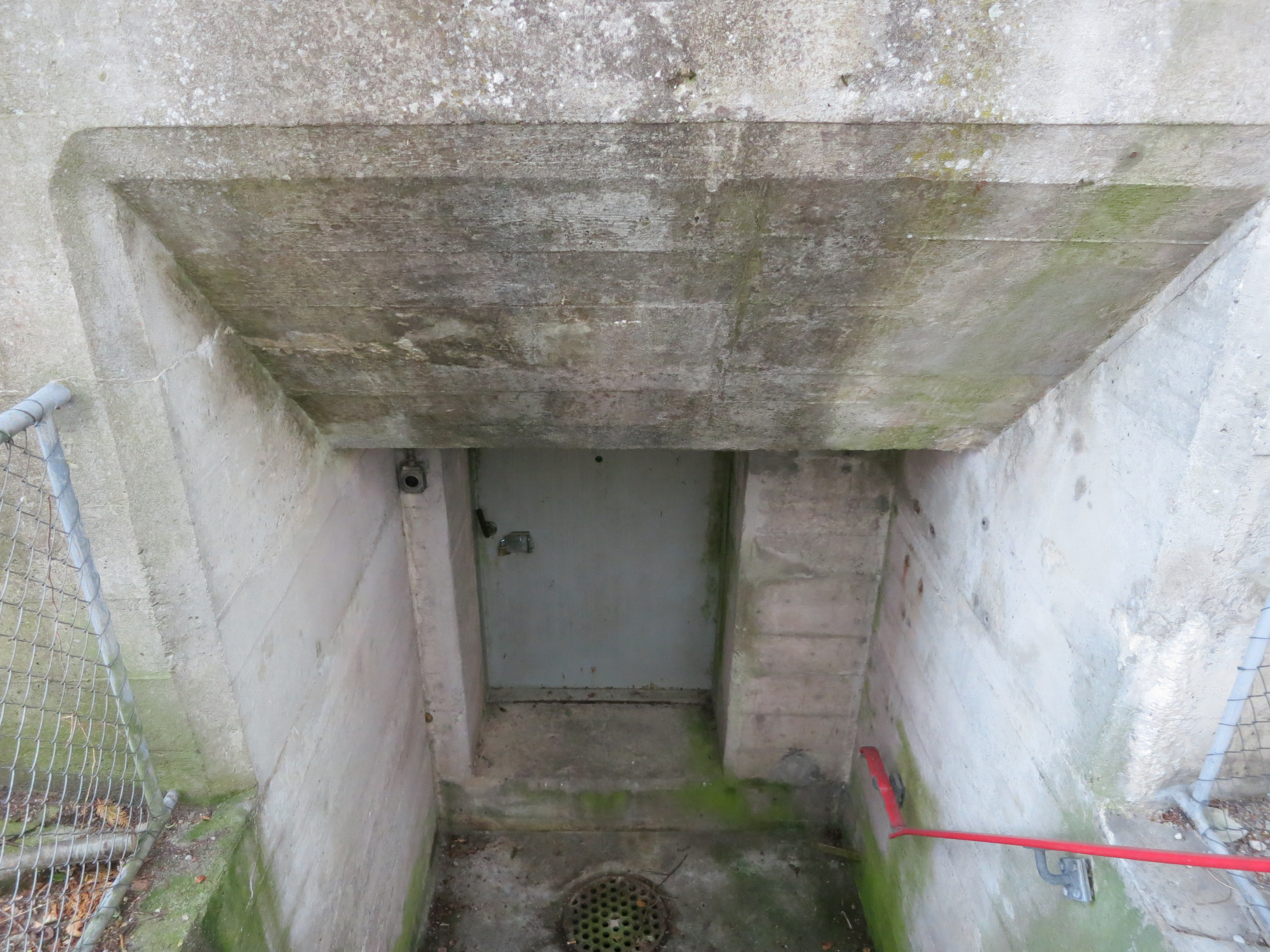
IW Burg Eingang oberer Stollen
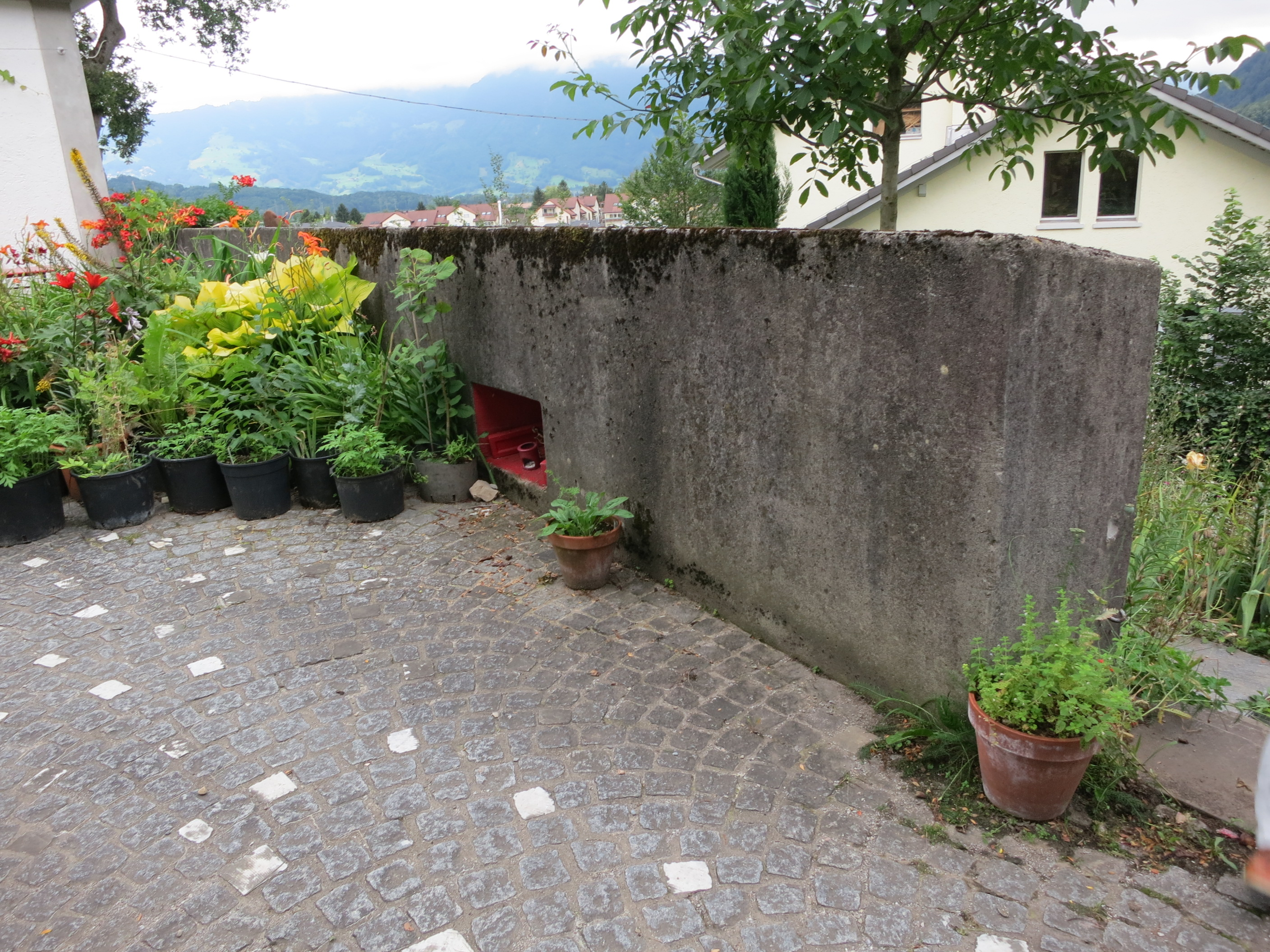
IW Burg Schartenmauer Süd
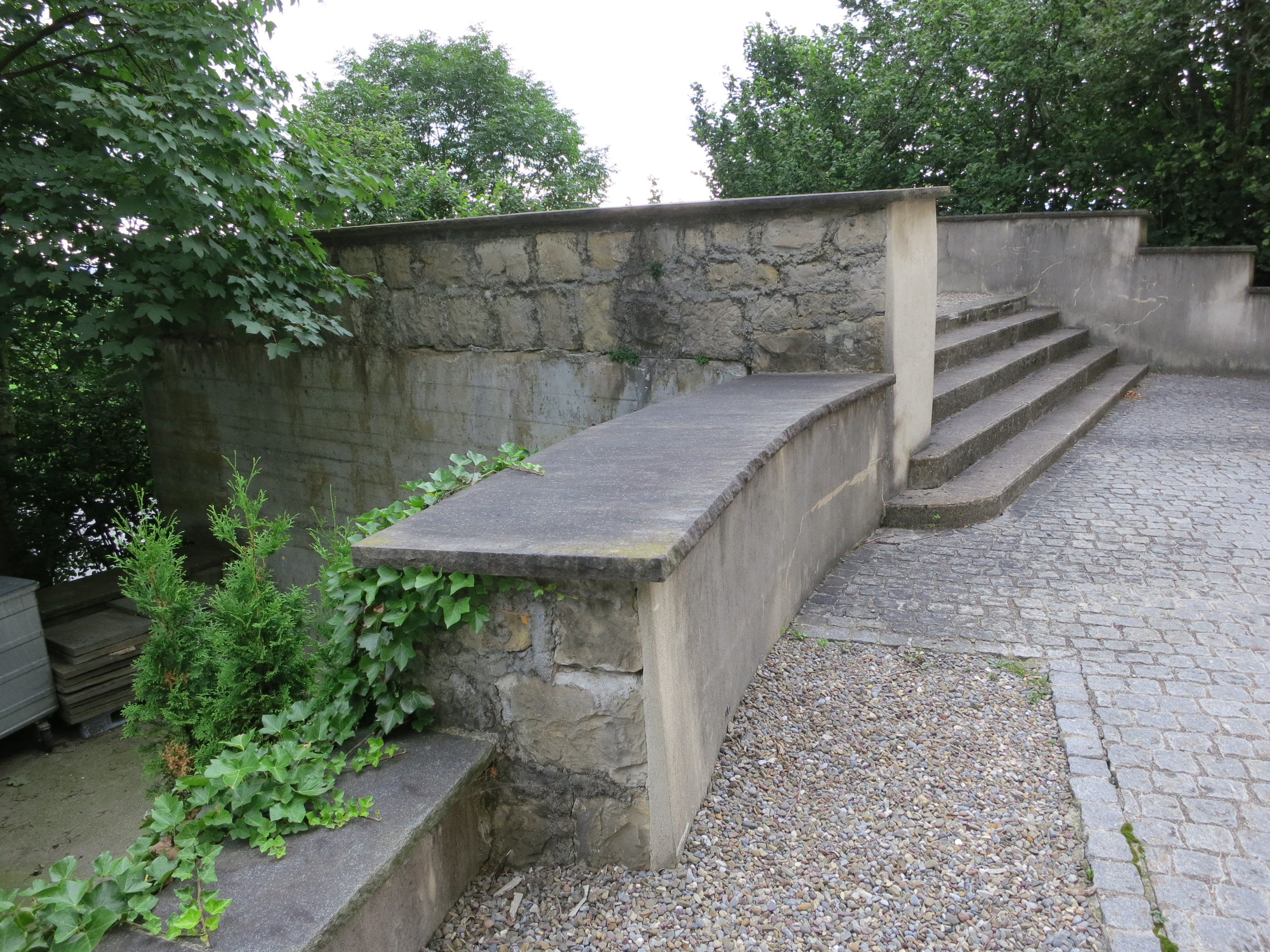
IW Burg A 6874 Mg West

## Sperrstelle Bilten GL
Die Sperrstelle Bilten (Armeebezeichnung Nr. 2420) wechselte 1977 von der Reduitbrigade 24 zur Felddivision 6. Die Anlage wurde ab 1977 nicht mehr verwendet.
- Infanteriebunker Obere Rote Brücke A 6840 ⊙
- Infanteriebunker Untere Rote Brücke A 6853 ⊙
- Permanente Waffenstellung Infanterie A 6854 ⊙
- Permanente Waffenstellung Infanterie A 6855 ⊙
- Permanente Waffenstellung Infanterie A 6856 ⊙
- Infanteriebunker Unterdorf A 6857 ⊙
- Infanteriebunker Dörfli A 6858 ⊙
- Infanteriebunker Holdern A 6859
- Infanteriewerk Spatz A 6860

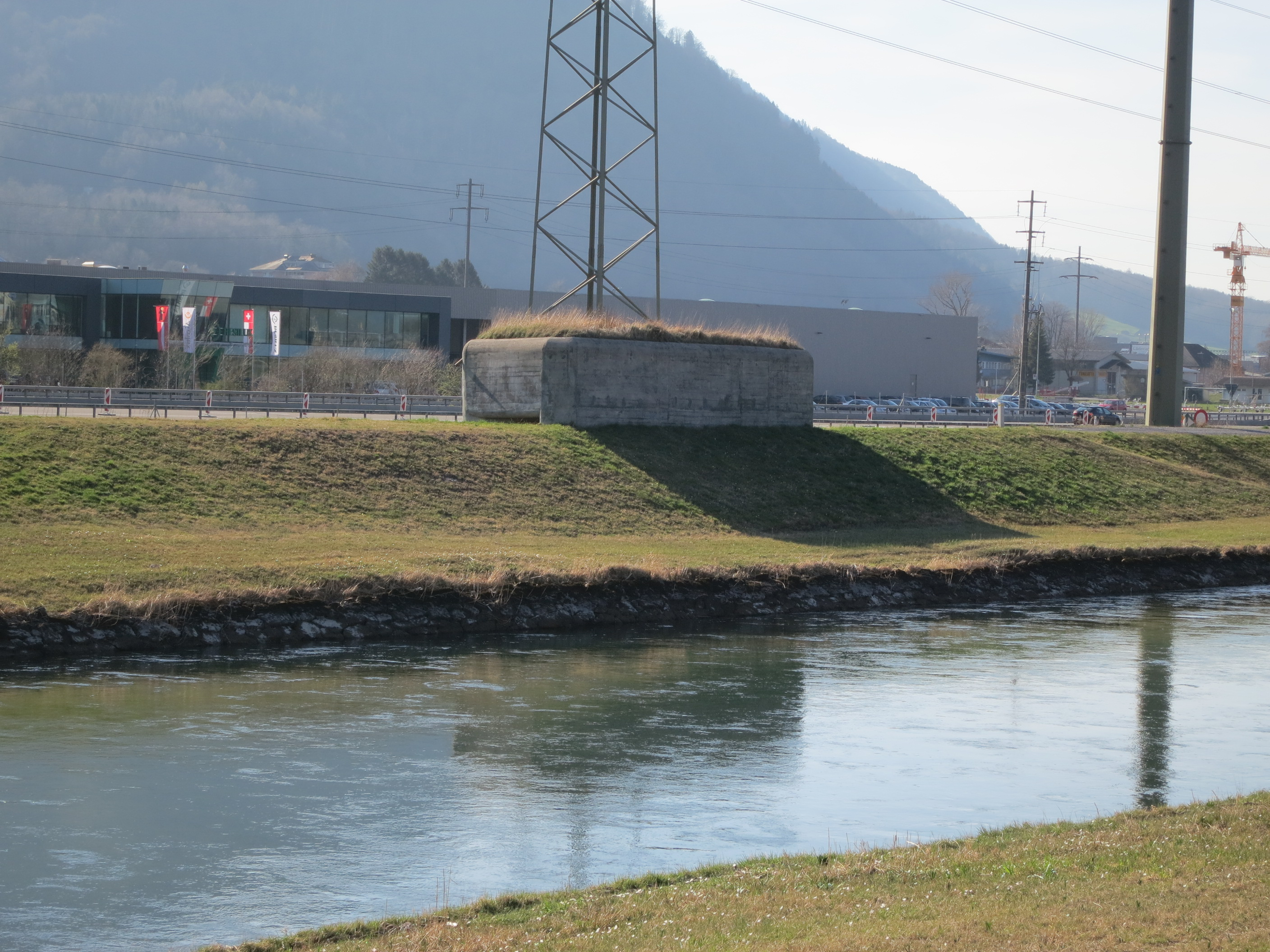
Obere Rote Brücke A 6840
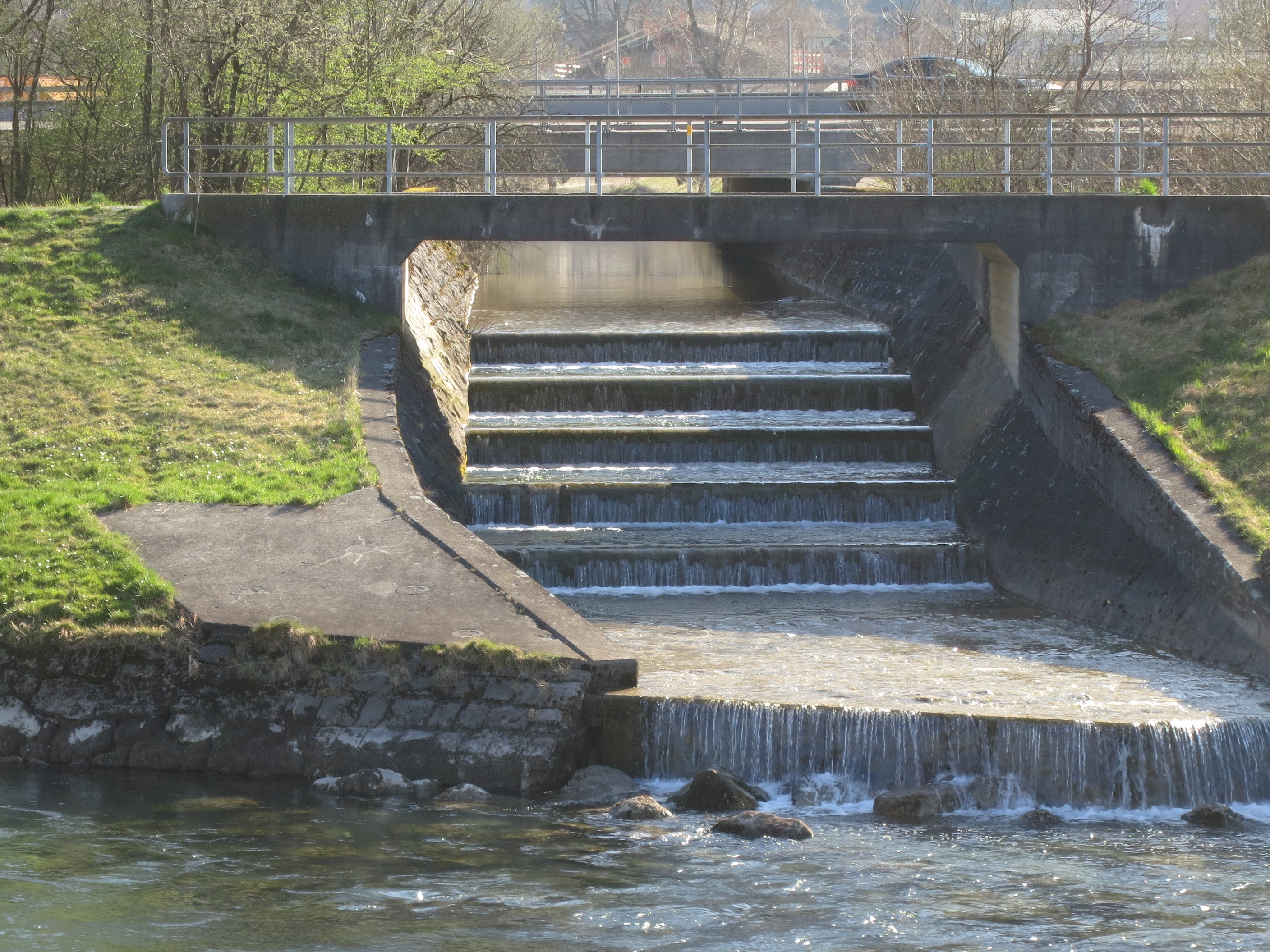
GPH Bilten T 3515 Biltnerbach

- Sprengobjekt Brücke Linthkanal Bilten-Schänis M 2873
- GPH Bilten T 3515 ⊙⊙
- Barrikade Aegertenstrasse T 3515.01
- Barrikade Hauptstrasse T 3515.02
- Barrikade Unterbilten T 3515.03
- Barrikade Neue Schandenstrasse T 3515.04

- Barrikade Mühle T 3515.05
- Barrikade Feldweg T 3515.06
- Barrikade Feldweg T 3515.07
- Barrikade Seggenstrasse T 3515.08

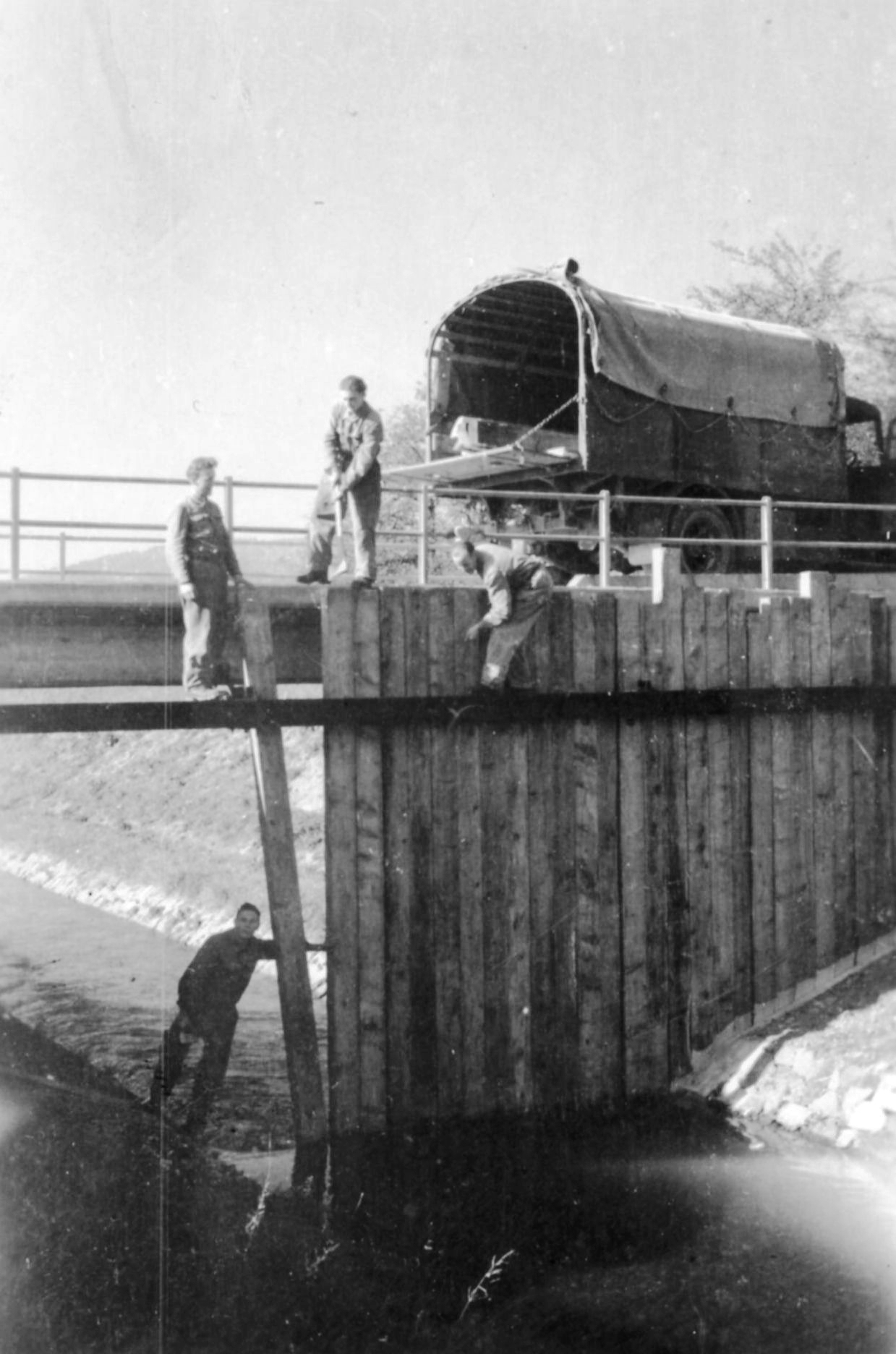
Einbringen von vorbereiteten Holzbohlen (Nadelwehr) an einer Hintergrabenbrücke

- Barrikade Bilten-Unterbilten T 3515.09
- Barrikade Feldweg T 3515.10
- Barrikade Feldweg T 3515.11
- Barrikade Mühle T 3515.12

## Überflutung der Linthebene
Die Überflutung der Linthebene (Inundierung, franz. inondation) war Teil der militärischen Verteidigungslinie der Schweizer Armee im Zweiten Weltkrieg gegen einen gegnerischen Einfall von Norden. Die geplante Überschwemmung und Versumpfung hätte den mittelalterlichen Tuggenersee zwischen Uznach, Giessen, Schübelbach und Tuggen sowie drei kleinere Seen zwischen Benken-Giessen und Schänis entstehen lassen. Der 7. Division oblag die Bewachung und Verteidigung der Stauanlagen.

## Stiftung Schwyzer Festungswerke

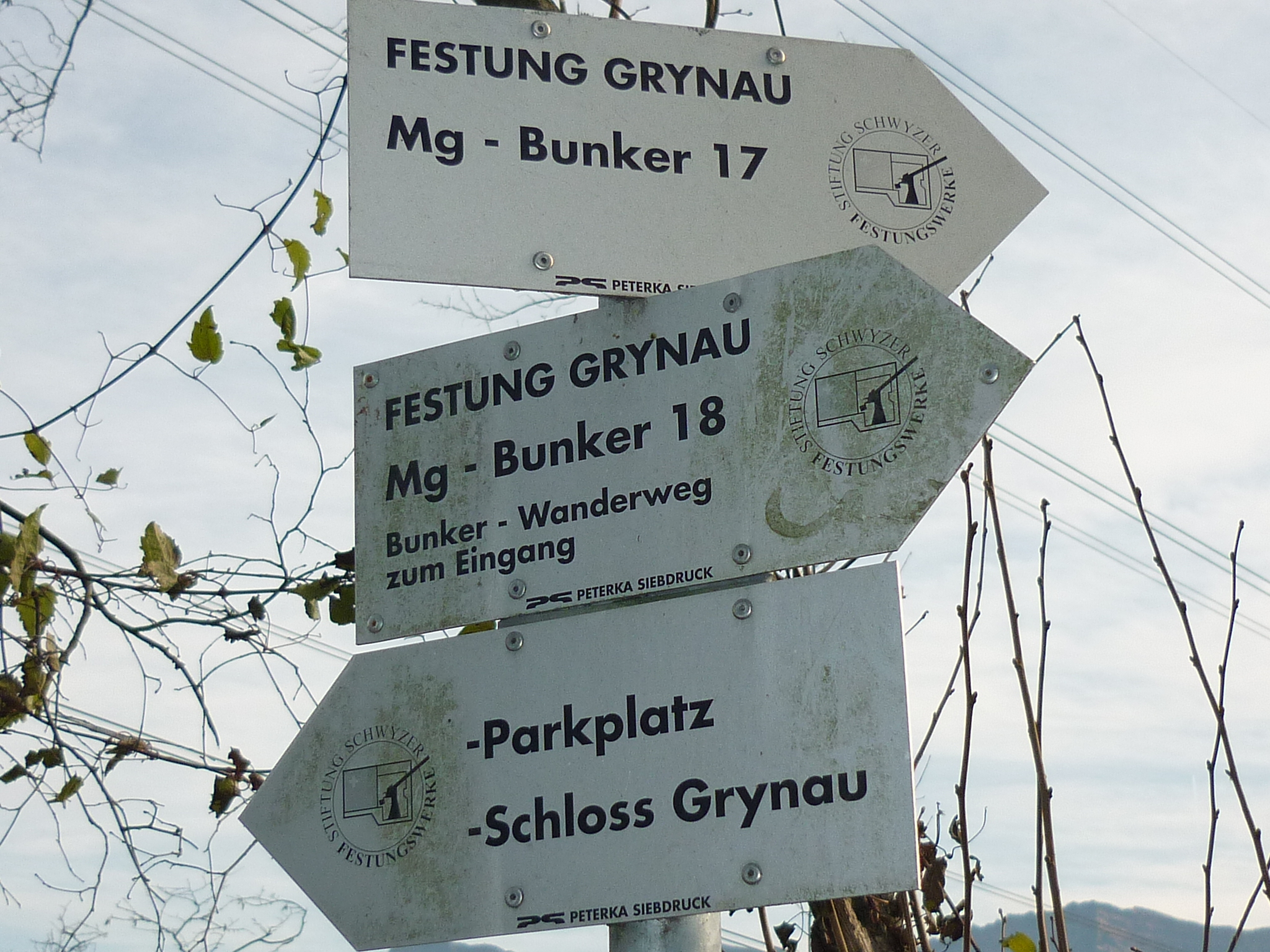
Grynau, Bunkerwanderweg

Die Stiftung Schwyzer Festungswerke ist eine Stiftung mit dem Zweck, das militärhistorische Erbe der Schweizerischen Eidgenossenschaft im Kanton Schwyz zu sichern und zu pflegen. Sie hat Festungsanlagen aus dem Kanton Schwyz übernommen, die von ihr unterhalten und im Rahmen von Führungen gezeigt werden.

## Eco-Museum Festungswerke oberer Buchberg
Das Eco-Museum «Festungswerke oberer Buchberg» umfasst neun historische Kampfbauten von 1939 und 1940/41. Das Verteidigungssystem mit Staustellen zur Überflutung der Linthebene, mit Tankgraben, Panzersperren, Bunkern und einem grossen Felswerk ist als Ganzes erhalten geblieben. 
Das Hauptwerk Mösliflue A 8903 beherbergte im Kalten Krieg bis 1990 unter dem Decknamen «ZL Burg» das Materiallager der Armee für die Widerstandsregionen der Ostschweiz. Seit 2009 befindet sich hier das «Musée résistance suisse 1940» an der Linth über die geheimen Widerstandsvorbereitungen im Falle einer Feindbesetzung. Auf 24 Tafeln und in Dokumentarfilmen wird die 50-jährige Geschichte des Widerstandes erzählt.